# Club de Regatas Vasco da Gama
Club de Regatas Vasco da Gama ComC • MHM • MHIH • EmMJK • MNVG • MMDM • MAPAM • MT • MSFA é uma entidade sócio-poliesportiva brasileira com sede na cidade do Rio de Janeiro, fundada em 21 de agosto de 1898 por um grupo de remadores. Inspirados nas celebrações do quarto centenário da descoberta do caminho marítimo para as Índias, ocorrida em 1498, batizaram a nova agremiação com o nome do navegador português que alcançou tal feito, Vasco da Gama. Apesar de fundado como um clube de regatas, o cruzmaltino abrange diversas modalidades como atletismo, basquete, futebol de areia e futebol americano, tendo como esporte mais tradicional o futebol. É a agremiação brasileira recordista de medalhas em Jogos Olímpicos (40 no total), com 175 atletas convocados, e em Jogos Paralímpicos (34 no total).
O primeiro grande título do Vasco foi o Campeonato Carioca de 1923, conquistado pelo time conhecido como "Camisas Negras", um elenco composto majoritariamente por jogadores sendo negros e de classes operárias. O clube se orgulha de sua luta antirracista, marcada pela Resposta Histórica, carta na qual o cruzmaltino se recusou a dispensar doze de seus atletas negros, contrariando a vontade da AMEA, a liga carioca, que alegava se tratarem de pessoas com "profissão duvidosa". O clube ainda possui, dentre o seu plantel de ídolos, alguns dos maiores artilheiros históricos do Campeonato Brasileiro, tendo como Roberto Dinamite, o maior, com a marca de 190 gols, seguido por Romário e Edmundo, com 154 e 153 gols respectivamente. O primeiro grande ídolo vascaíno foi o atacante Russinho, destaque dos Camisas Negras e eleito o principal jogador do Brasil no período. Em seguida, ascendeu o pernambucano Ademir de Menezes, líder do Expresso da Vitória, que se tornou o maior artilheiro do clube à época, com 301 gols marcados.
O cruzmaltino é bicampeão em torneios intercontinentais de futebol. No ano de 1953, conquistou o Torneio Octogonal Rivadávia Corrêa Meyer, competição oficial da CBD, organizada com o apoio do dirigente da FIFA, Ottorino Barassi, sucessora da Copa Rio Internacional, e tratada na Europa como sua terceira edição. Já no Torneio de Paris de 1957, tornou-se o primeiro e único clube não-europeu a derrotar um vigente campeão da Liga dos Campeões da UEFA até a disputa inaugural da Copa Intercontinental, naquele que foi o "mais notável encontro de clubes de dois continentes antes de 1960", segundo a FIFA. Na final, descrita pelos jornalistas franceses como o duelo entre as melhores equipes da Europa e América do Sul, o Vasco da Gama superou o Real Madrid numa exibição amplamente elogiada pela imprensa.
Em âmbito continental, o clube é bicampeão sul-americano, tendo vencido o Campeonato Sul-Americano de Campeões e a Copa Libertadores da América de 1998, no ano de seu centenário. Ainda em títulos sul-americanos, o Vasco da Gama conquistou a Copa Mercosul no ano 2000, vencendo por 4 a 3 o Palmeiras, em jogo conhecido como a Virada do Século. Já em títulos nacionais, possui quatro Campeonatos Brasileiros (em 1974, 1989, 1997 e 2000), uma Copa do Brasil (em 2011), quatro títulos interestaduais oficiais (três Torneios Rio-São Paulo e um Torneio João Havelange), e diversos títulos estaduais oficiais (dentre eles Campeonatos Carioca, Copas Rio, e torneios Municipal, Extra, Início e Relâmpago). Conquistou ainda inúmeros outros torneios nacionais e internacionais no futebol.

## História

### 1898–1915: Fundação
O Vasco foi fundado como um clube de remo em 1898, por um grupo de 63 rapazes, imigrantes portugueses e luso-descendentes, reunidos no bairro da Saúde. O nome escolhido foi Club de Regatas Vasco da Gama, pois naquele ano eram comemorados os 400 anos da viagem do almirante homônimo à Índia. Já filiado à União de Regatas, sua estreia em competições oficiais ocorreu na enseada de Botafogo, a 4 de junho de 1899. Ali, a baleeira "Volúvel", de seis remos, venceu o primeiro páreo na categoria júnior, a primeira vitória do Vasco no remo.
Em 24 de novembro de 1905, o clube conquistou o primeiro Campeonato Carioca de Remo, numa competição que contou com o presidente Rodrigues Alves entre os assistentes. Já no ano seguinte, sagrou-se bicampeão estadual. Até o ano de 2012, o cruzmaltino havia vencido o campeonato de remo em um total de 46 vezes, tendo adquirido o título simbólico de Campeão de Terra e Mar por diversas ocasiões.
Em novembro de 1915, o Lusitânia Sport Club foi incorporado ao Vasco da Gama, dando origem ao departamento de futebol do clube, apesar da oposição dos remadores vascaínos. O cruzmaltino estreou a 3 de maio de 1916, na terceira divisão da Liga Metropolitana de Sports Athleticos (LMSA), perdendo por 10 a 1 contra o Paladino Foot-Ball Club.

### 1922–1934: Camisas Negras e a luta contra o racismo
O clube incorporava aos seus quadros atletas de qualquer origem étnica, com a condição que soubessem jogar futebol. Em 1922, conseguiu seu primeiro título na série B estadual, garantindo acesso à Primeira Divisão da Liga Metropolitana de Desportos Terrestres (LMDT). O elenco vascaíno era bastante diverso, com negros, mulatos, portugueses e brancos pobres da classe operária. Apesar de haver outros times com jogadores destas características (por exemplo o Bangu), essa era a primeira vez que as equipes mais elitistas da cidade enfrentavam uma equivalente da periferia.

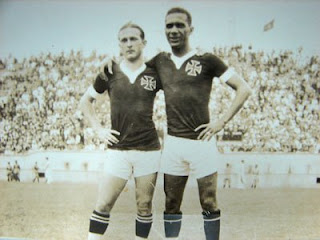
Itália e Fausto, destaques cruzmaltinos durante as décadas de 1920 e 1930.

No dia 12 de agosto de 1923, o Vasco conquistou o campeonato, em seu ano de estreia na primeira divisão. O título foi um marco na história do futebol brasileiro, por ser o primeiro clube campeão com afrodescendentes, pobres e operários. Rui Proença, português Grande Benemérito do clube, identificou o fato como uma verdadeira revolução, enfatizando os preconceitos inicialmente encontrados. O autor conclui que o clube representaria o congraçamento entre negros e portugueses, grupos discriminados que, unidos, fizeram o Vasco. Em 2023, a Câmara dos Deputados aprovou projeto que incluiu os Camisas Negras, nome pelo qual ficou conhecido o elenco desta equipe cruzmaltina, no Livro de Heróis da Pátria.
Após a tentativas de impedir o cruzmaltino de entrar na competição em 1923, os clubes da zona sul (área de elite no Rio de Janeiro) se uniram, abandonaram a LMDT e fundaram a Associação Metropolitana de Esportes Athleticos (AMEA). O Vasco da Gama só poderia se filiar à nova entidade caso dispensasse doze de seus atletas (todos negros), sob a acusação de que teriam "profissão duvidosa". Diante da situação, em 1924, o presidente cruzmaltino José Augusto Prestes enviou uma carta à AMEA, recusando-se a se submeter à condição imposta e abrindo mão da filiação. A carta, conhecida como Resposta Histórica, entrou para a história como um marco da luta contra o racismo no futebol.

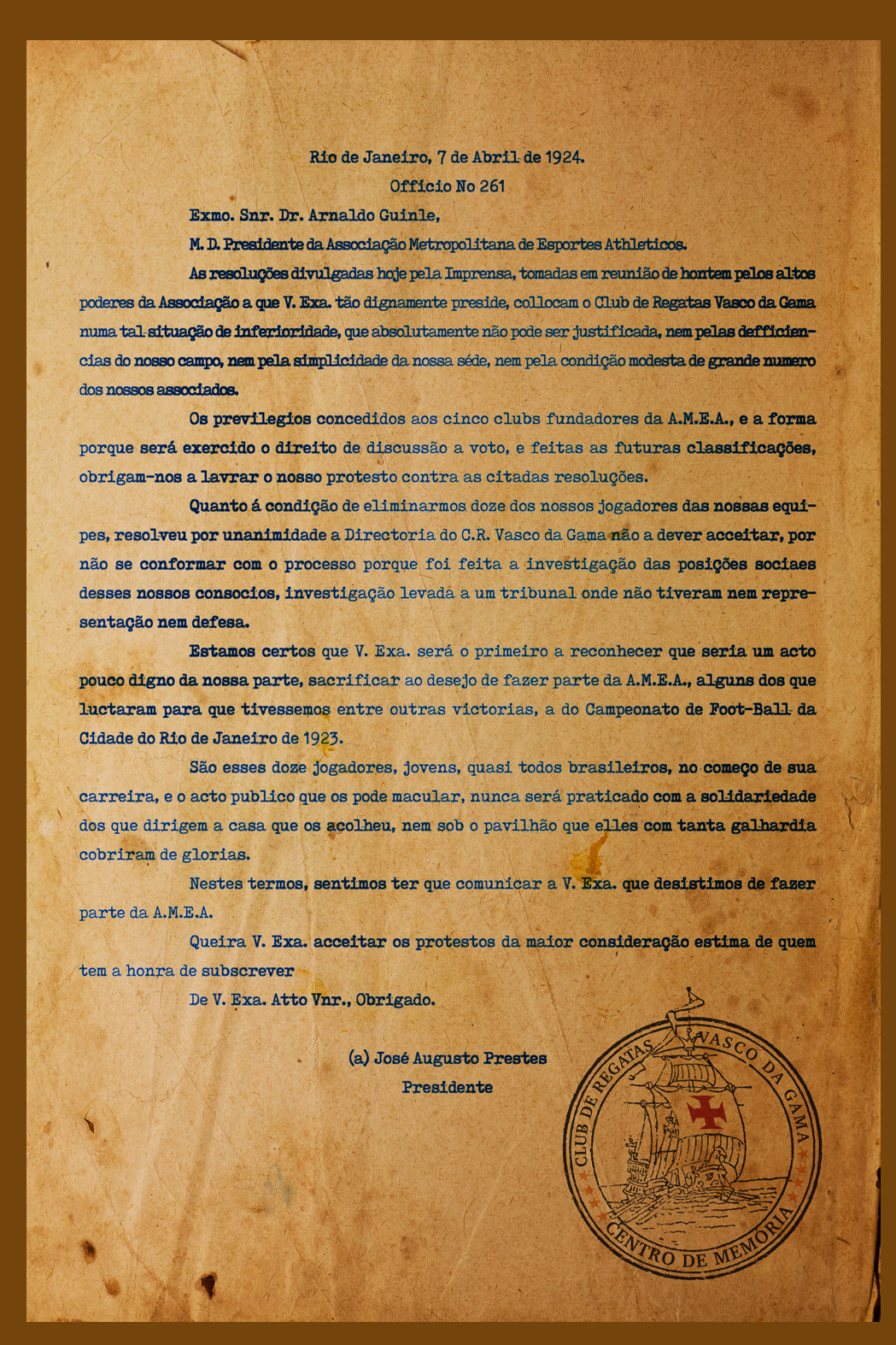
Resposta Histórica, símbolo da luta antirracista do Vasco da Gama.

Desta forma, em 1924, foram disputados dois campeonatos em paralelo, sendo o da LMDT vencido de forma invicta pelo cruzmaltino. No ano seguinte, por atrair os maiores públicos e rendas, venceu as resistências da AMEA e se integrou à entidade, mas sob a condição de disputar seus jogos no campo do Andarahy.
Apesar disso, o clube decidiu levantar o seu próprio estádio, para acabar com quaisquer exigências. O local escolhido para a construção foi a chácara de São Januário, que havia sido um presente dado por Dom Pedro I à Marquesa de Santos. Em 21 de abril de 1927, o Vasco da Gama inaugurava o Estádio de São Januário, então o maior palco esportivo das Américas. O estádio foi construído em dez meses, e com dinheiro arrecadado através da 'Campanha dos dez mil' que recebia donativos de torcedores de toda a cidade. Dois anos depois seria inaugurada a sua iluminação, passando a ser o único clube do país com um estádio em condições de sediar jogos noturnos.
Em 1929, além do Torneio Início, o cruzmaltino ganhou seu terceiro Campeonato Carioca de Futebol em 7 anos na elite. No ano de 1931, o Vasco da Gama se tornou o segundo clube brasileiro a ser convidado para uma excursão internacional, depois do Paulistano. Neste mesmo ano, aplicou uma goleada histórica de 7 a 0 no seu arquirrival Flamengo, sendo esta, a maior goleada entre as duas equipes em todos os tempos. Já em 1934, contando com jogadores como Leônidas da Silva, Domingos da Guia, Russinho e Fausto, o Gigante da Colina reconquistou o campeonato estadual, sendo que neste ano o torneio foi disputado em duas ligas.

### 1942–1954: Expresso da Vitória

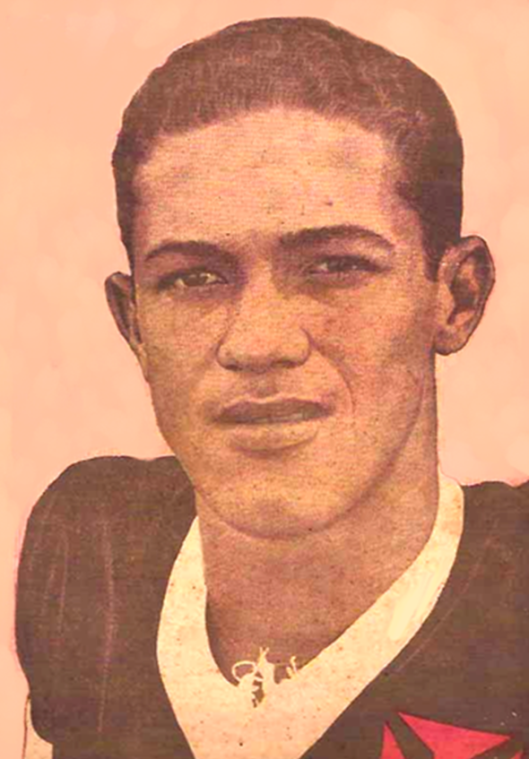
Ademir de Menezes marcou 301 gols com a camisa cruzmaltina.

Em meados de 1942, veio a formação do elenco conhecido como o Expresso da Vitória, liderado pelo atacante Ademir de Menezes. Já em 1944, venceu o Torneio Relâmpago, superando os outros quatro grandes da época, e aplicando uma goleada de 5 a 2 sobre seu rival Flamengo. Em seguida, conquistou o Torneio Municipal, voltando a vencê-lo nos três anos seguintes, se tornando o único tetracampeão da competição carioca. No período, obteve ainda outros dois títulos cariocas invictos, em 1945 e 1947. Este último rendeu ao clube o convite para disputar o Campeonato Sul-Americano de Campeões, competição precursora da Copa Libertadores da América e reconhecida pela CONMEBOL como de igual valor em 1996/1997 e 2013. Após a conquista continental em Santiago do Chile, no dia 18 de março de 1948, mais de 200 mil pessoas, cerca de 10% da população do Rio de Janeiro à época, tomaram as ruas da cidade para recepcionar entusiasticamente a chegada dos "Campeões dos Campeões do continente".
Na Copa do Mundo de 1950, a Seleção Brasileira contou no elenco com oito jogadores vascaínos, além do técnico Flávio Costa e até do massagista Mário Américo. Apesar de ser considerada favorita, a surpreendente derrota perante o Uruguai no jogo final tirou da equipe brasileira um título dado como certo. No dia 08 de abril de 1951, ocorreu no Estádio Centenario em Montevideo a partida considerada como a Revanche do Maracanaço. Mais de 70.000 pessoas assistiram ao Expresso da Vitória dominar por 3–0 o Peñarol, em encontro que contou com 21 jogadores que estiveram presentes na final de 1950. O triunfo cruzmaltino sobre a equipe aurinegra, ambos bases de suas seleções, teve ampla repercussão, inclusive sendo chamado de "A Ressurreição do Futebol Brasileiro" pelo Mundo Deportivo da Espanha.
Em função do título carioca em 1950, o cruzmaltino se qualificou à Copa Rio de 1951. O clube chegou às semifinais da competição, sendo eliminado pelo Palmeiras, que se sagraria campeão, e tendo um gol vascaíno marcado por Chico incorretamente anulado pela arbitragem. Já no ano de 1953, o Vasco da Gama conquistou o Torneio Octogonal Rivadávia Corrêa Meyer, sucessor da Copa Rio Internacional e tratado como sua terceira edição.

### 1955–1969: Domínio mundial

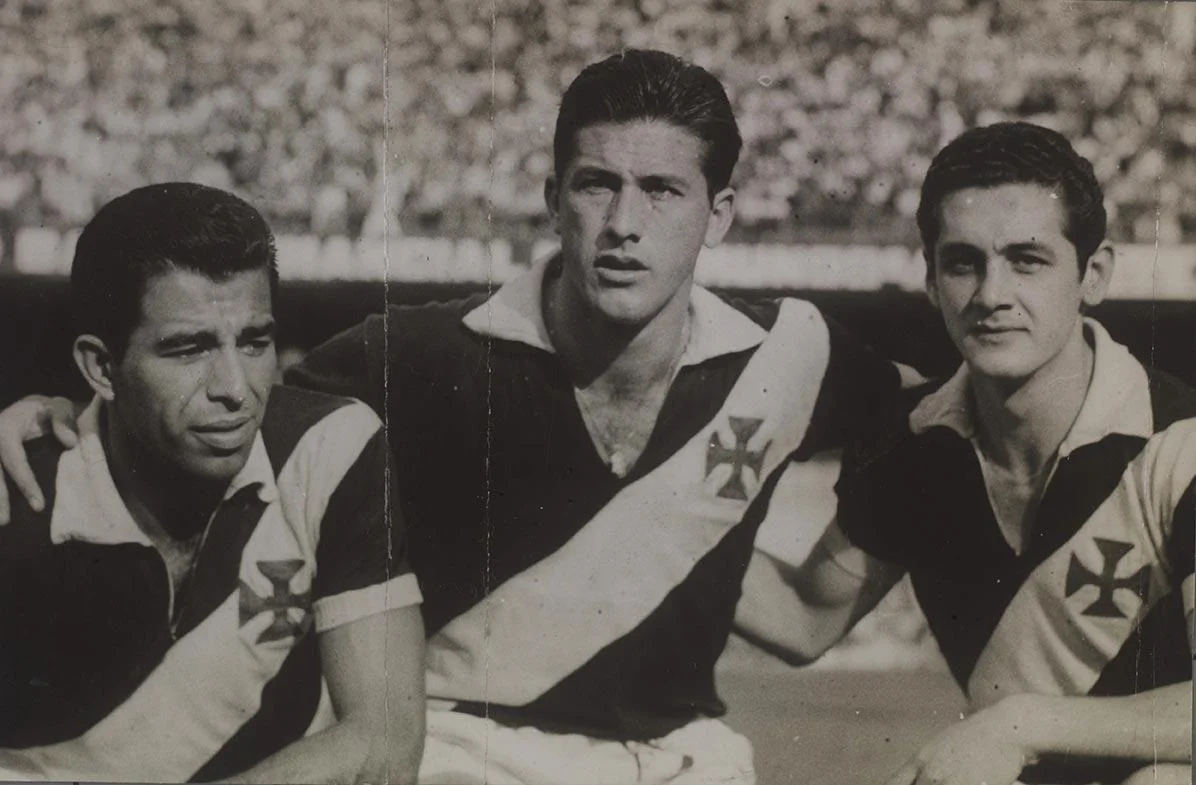
Vavá, Bellini e Orlando Peçanha, expoentes cruzmaltinos no período.

Em 14 de junho de 1957, a equipe de São Januário venceu o Real Madrid de Di Stéfano, Kopa, Paco Gento, por 4 a 3 na final e conquistou a primeira edição do Torneio de Paris, no Parc des Princes, com uma apresentação elogiada pela imprensa europeia. O jornal France Soir chegou a afirmar: "O Real Madrid não é o maior time do mundo. Sobre isso, falem com o Vasco da Gama". Esta edição do torneio é considerada como título mundial extraoficial, por ter sido a primeira competição da história e única pré-1960 a reunir, aos moldes da futura Copa Intercontinental, os campeões continentais da Europa e da América, apontadas como as melhores equipes do mundo à época.
Ainda em 1957, o Vasco da Gama ganharia do Barcelona por 7 a 2, no Les Corts, antiga casa do clube espanhol antes do Camp Nou. Esta é, ainda hoje, a pior derrota internacional sofrida pelos catalães como mandantes em todos os tempos. As vitórias vascaínas sobre os gigantes europeus da época, Real Madrid e Barcelona, fizeram com que a imprensa espanhola questionasse a qualidade do seu próprio futebol. Descrevendo a excursão cruzmaltina pela Europa, o Jornal dos Sports escreveu em manchete: "como um tufão, o Vasco varre o football mundial".
No ano seguinte, conquistou o Torneio Rio-São Paulo com goleada por 5 a 1 sobre a Portuguesa de Desportos. Em 1965, foi campeão da primeira Taça Guanabara, competição à época independente do estadual. Já no Torneio Rio-São Paulo de 1966, terminou empatado com Botafogo, Santos e Corinthians, e o título foi dividido entre as quatro equipes. Os anos 1960 marcaram uma profunda crise política no clube, que culminou na cassação do então presidente em 1969.

### 1970–1989: Era Dinamite e a SeleVasco

Time do Vasco no ano de 1970.

A década de 1970 foi marcada pelo surgimento do ídolo Roberto Dinamite e pelo goleiro argentino Andrada. O clube conquistou o Campeonato Carioca em 1970 e 1977, com destaque para a chamada Barreira do Inferno, composta por Orlando Lelé, Abel Braga, Geraldo e Marco Antônio, que chegou ao recorde mundial de maior tempo sem sofrer gols, pelo goleiro Mazarópi. Já em 1974, o clube foi campeão brasileiro pela primeira vez, tendo Roberto Dinamite como artilheiro da competição, e se sagrando o primeiro time do Rio de Janeiro a conquistar o torneio nacional.
Durante a década de 1980, surgiram alguns ídolos vascaínos como Acácio, Mazinho, Geovani, Bismarck, Sorato e Romário. Além disso, o clube conquistou diversos torneios internacionais (dentre eles, o Troféu Colombino na Espanha em 1980, a Copa Ouro nos Estados Unidos em 1987 e o tricampeonato do Troféu Ramón de Carranza em 1987, 1988 e 1989), três títulos estaduais (1982, 1987 e 1988) e o bicampeonato Brasileiro em 1989, após montar um time conhecido como SeleVasco, com destaque para o atacante Bebeto, contratado do arquirrival Flamengo. Na política, a década ficou marcada pela pacificação institucional no momento em que o então presidente, Antônio Soares Calçada, convidou seu opositor, Eurico Miranda, para ser o diretor de futebol cruzmaltino a partir de 1986.

### 1990–2007: Centenário e conquista da Copa Libertadores
A década de 1990 ficou marcada no clube pela despedida dos gramados de Roberto Dinamite no ano de 1993, e pela ascensão de novos ídolos como Edmundo, Felipe, Pedrinho, Carlos Germano, Pimentel, Dener, Valdir Bigode e Juninho Pernambucano. Além de conquistar um tricampeonato estadual (nos anos de 1992, 1993 e 1994), o clube venceu também o Torneio João Havelange em 1993 e o Campeonato Carioca de 1998. Ainda em 1997, sagrou-se campeão Brasileiro pela terceira vez, com destaque para Edmundo quebrando recordes históricos de gols na competição.

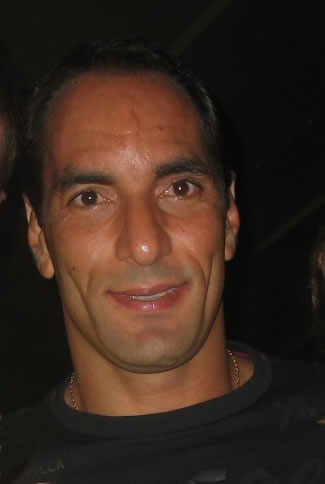
Edmundo, grande ídolo da história do Vasco.

Em 1998, o Vasco da Gama completou 100 anos de fundação. O centenário foi o tema do carnaval da Unidos da Tijuca, que compôs um samba-enredo entoado até hoje pela torcida cruzmaltina. Além de campeão carioca, o clube ainda conquistou a Copa Libertadores da América, em 26 de agosto, apenas cinco dias após seu aniversário. Nesse período, contou com jogadores de destaque, como o lateral Jorginho, os zagueiros Mauro Galvão e Júnior Baiano, os meias Ramon Menezes, Vágner e Juninho Paulista, e os atacantes Evair, Donizete, Luizão, Euller e Viola. Muitas das contratações foram possíveis devido ao patrocínio do NationsBank (posteriormente Bank of America), assinado em meados de 1998. O contrato durou até 2000, tendo sido rompido devido ao não cumprimento por parte do banco norte-americano.
Em 2000, apesar do vice-campeonato no 1º Mundial de Clubes FIFA, perdendo nos pênaltis para o Corinthians, o Vasco conquistou o tetracampeonato Brasileiro e a Copa Mercosul, na chamada Virada do Século. Nos anos seguintes, venceu a Taça Guanabara e o Carioca em 2003. Oficialmente, o milésimo gol de Romário aconteceu a 20 de maio de 2007, em partida contra o Sport, no São Januário.

### 2008–2021: Copa do Brasil e declínio
Em 2008, o clube sofreu seu primeiro rebaixamento no Campeonato Brasileiro. No ano seguinte, retornou à primeira divisão após vencer o América de Natal na 36ª rodada, no Maracanã. Já em 2011, o cruzmaltino conquistou a Copa do Brasil pela primeira vez, com a regra do gol fora de casa, mesmo perdendo por 3 a 2 para o Coritiba no Couto Pereira. Dois anos depois, foi novamente rebaixado à segunda divisão nacional, numa partida marcada negativamente pela briga generalizada entre as torcidas do Vasco e Atlético Paranaense. No ano seguinte, terminou em terceiro lugar na Série B e foi novamente promovido.
Em 2015, conquistou o Campeonato Carioca após doze anos sem vencer a competição. Foi rebaixado pela terceira vez no dia 6 de dezembro de 2015, conseguindo novamente a ascensão no ano seguinte. Complementando o ano de 2016, foi bicampeão carioca invicto e ficou 34 jogos invictos, na maior sequência invicta do clube em jogos oficiais. No ano de 2020, o Vasco chegou a ser líder do Campeonato Brasileiro na 4ª rodada, porém, devido a uma série de maus resultados, acabou sendo rebaixado novamente. Em 2021, não conseguiu o acesso, tendo terminado na décima posição.

### 2022–presente

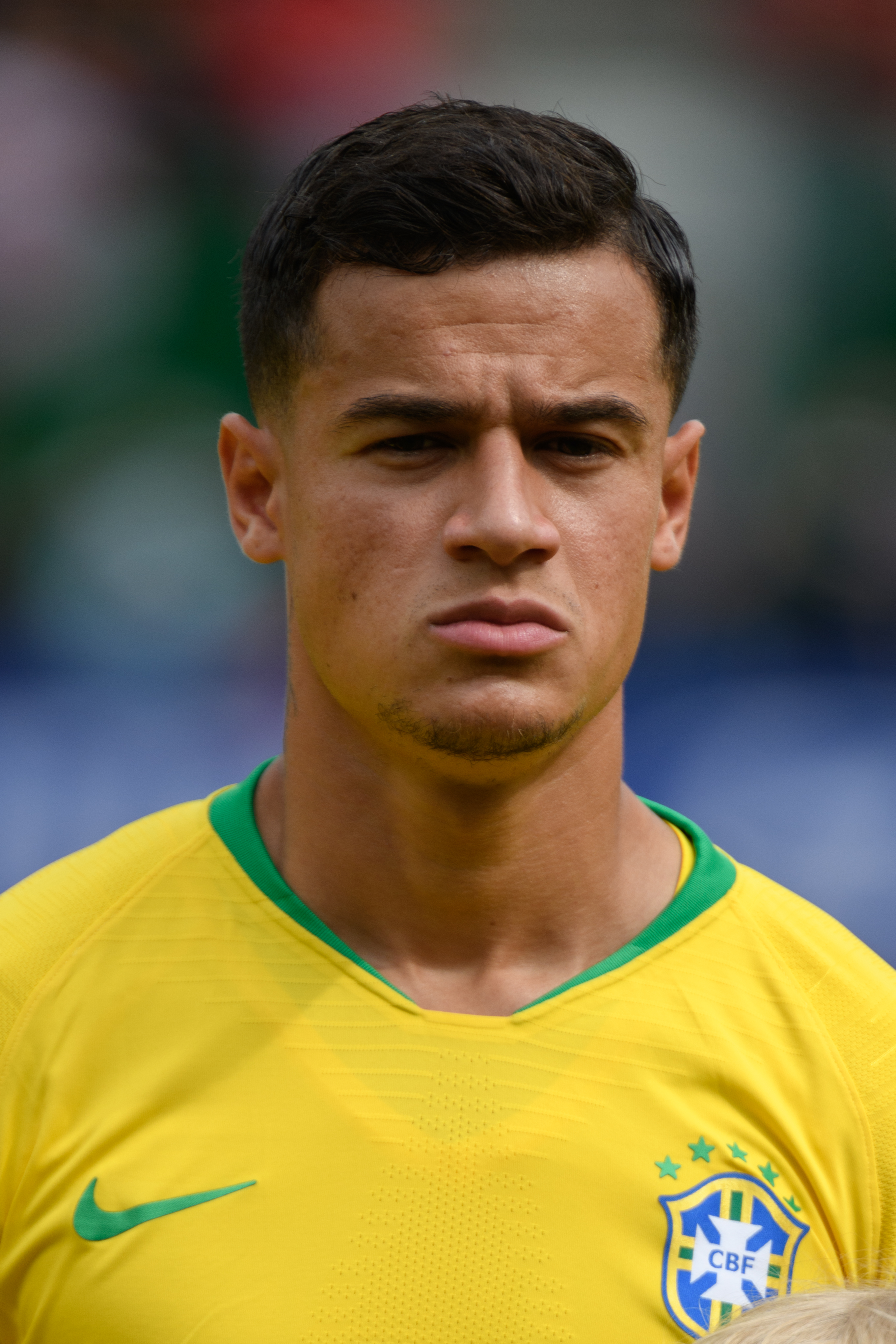
Philippe Coutinho voltou ao cruzmaltino em 2024.

Em 22 de fevereiro de 2022, foi anunciado que a 777 Partners, uma empresa de investimento privado com sede em Miami, comprou uma participação de 70% no controle do futebol do clube, avaliada em aproximadamente US$ 330 milhões. Em 6 de novembro de 2022, o Vasco da Gama selou seu retorno à Série A, após uma ausência de dois anos, ao vencer o Ituano.
A temporada de 2023 do clube foi conturbada. A equipe foi eliminada precocemente pelo ABC na Copa do Brasil e permaneceu na zona de rebaixamento do Campeonato Brasileiro por 24 das 38 rodadas. Contudo, com a chegada do técnico Ramón Díaz e as contratações de Gary Medel, Maicon, Paulinho Paula, Pablo Vegetti e Dimitri Payet, o cruzmaltino conseguiu assegurar a permanência na Série A, após vencer o Red Bull Bragantino por 2 a 1 em São Januário.
O ano de 2024 da equipe foi marcado pelo afastamento da 777 Partners da Sociedade Anônima do Futebol. Nas competições, o clube chegou, depois de 13 anos, às semifinais da Copa do Brasil, além de conseguir alcançar a classificação para a Copa Sul-Americana de 2025. Também foi o ano em que ocorreu a maior goleada aplicada pelo Flamengo na história do Clássico dos Milhões, além do retorno de Philippe Coutinho para a equipe.

## Estrutura

### Sedes antigas
O Vasco da Gama foi fundado no dia 21 de agosto de 1898, em um sobrado na Rua da Saúde n.º 293 (atual n.º 345 da rua Sacadura Cabral). Em 2020, o local foi reformado por torcedores e abriga o Espaço Candinho. A primeira sede, porém, era em frente ao Largo da Imperatriz, hoje Praça dos Estivadores. Ela era apenas provisória, e foi alugada por Francisco do Couto Júnior, primeiro presidente cruzmaltino. Neste imóvel, o clube organizou serviços sociais, como secretaria e tesouraria, e também sua primeira escolinha de remo, aproveitando o acesso ao mar pelo cais do Largo.
Em assembleia geral em 7 de setembro de 1898, a diretoria vascaína escolheu o local da nova sede definitiva: a praia formosa, localizada na Ilha das Moças. Lá foi construído um amplo barracão, em formato de chalé. Para facilitar o acesso à ilha, sócios do Vasco construíram uma ponte de madeira, conectando-a ao continente. A Ilha das Moças não existe mais, tendo sido aterrada com a conclusão da Avenida Francisco Bicalho. Hoje em seu lugar se encontra a Rodoviária Novo Rio. Já a praia formosa era localizada onde hoje se acha a Estação Barão de Mauá.

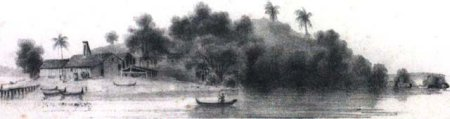
Ilha das Moças, local da primeira sede definitiva do Vasco, em gravura de Abraham-Louis Buvelot (1845).

Em 1899, iniciou o aterramento da faixa costeira do bairro da Saúde, onde se situava a sede do Vasco. A necessidade de mudança gerou impasse: o presidente Francisco Couto defendia que o clube se mudasse para Botafogo, onde eram disputadas as regatas da antiga União de Regatas Fluminense; já outros sócios preferiam um local no centro da cidade.
A assembleia geral decidiu por uma sede no centro do Rio, próximo ao Passeio Público. Pesou contra Botafogo o difícil deslocamento ao centro (onde morava a maioria dos sócios do clube), que se daria em bondes puxados por parelhas de burros. O Vasco então se mudou para um imóvel localizado na Travessa do Maia, nº 15, ao lado dos demais centros náuticos. A sede vascaína era composta por dois barracões: um destinado à secretaria, escola de ginástica e recepções, enquanto o outro servia de garagem para os barcos. Essa sede funcionou até 1905, quando a área foi demolida pela Prefeitura do Rio, que realocou o Vasco na Rua Luiz de Vasconcellos, nº 14, até sua transferência definitiva para a sede da Rua Santa Luzia, em 1906. Este imóvel seria a sede vascaína até a construção de São Januário.

### Sedes sociais
Inaugurada em 18 de agosto de 1950, a Sede Náutica da Lagoa foi construída para abrigar os esportes náuticos, quando as regatas passaram da Baía de Guanabara para a Lagoa Rodrigo de Freitas. Tombada desde 2002, por decreto do então prefeito César Maia, o local também recebe cerimônias oficiais do clube e as reuniões do Conselho Deliberativo. Em suas paredes externas, há revestimentos e composições em azulejo idealizados pelo paisagista Burle Marx.
Situada no centro do Rio de Janeiro, próxima ao Aeroporto Santos Dumont e ao Museu de Arte Moderna, está localizada a Sede do Calabouço. Construída nos anos 60, a sede é destinada ao lazer dos associados, contando com piscinas, saunas, quadras esportivas, salão de eventos e restaurante. Durante as Olimpíadas de 2016, foi usada pelo Comitê Olímpico da Dinamarca, servindo de setor administrativo para os atletas e membros da comissão técnica.

### Estádio Vasco da Gama
Inaugurado em 21 de abril de 1927, o Estádio Vasco da Gama foi construído sob arrecadação popular dos torcedores cruzmaltinos. Apesar do nome oficial, ficou popularmente batizado por uma de suas ruas anexas: São Januário.

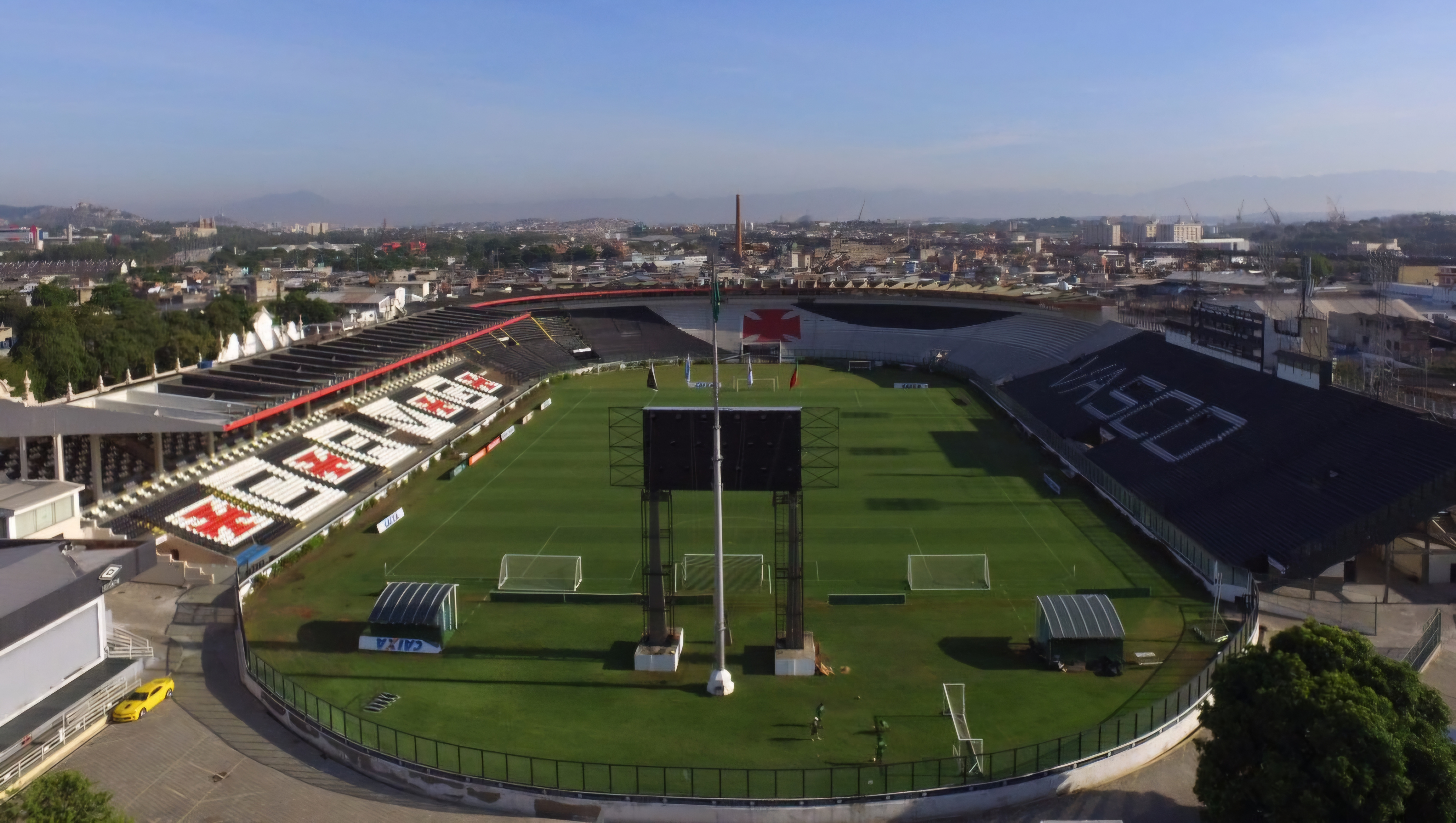
Vista aérea de São Januário.

O apelido de "Gigante da Colina" vem da antiga Colina Histórica, que se iniciava em um plano inclinado a partir do próprio terreno do estádio de São Januário. O local subia em direção a atual comunidade da Barreira do Vasco, fechando em arco com o Morro do Pedregulho, por onde passa a rua Ricardo Machado hoje em dia.
Foi considerado o maior estádio das Américas até a construção do Estádio Centenário, palco da final da primeira Copa do Mundo; e o maior do Brasil até a inauguração do Pacaembu, em São Paulo. O recorde extraoficial de público em São Januário foi registrado em 25 de maio de 1949, quando mais de 60 mil pessoas assistiram ao triunfo vascaíno sobre o campeão inglês Arsenal.

### Complexo de São Januário
Situado em uma área de mais de 80 000 m², o Complexo Esportivo não compreende apenas o estádio de futebol, mas é composto também pelo Parque Aquático Vasco da Gama, os Ginásio Cyro Aranha e Ginásio Antônio Soares Calçada, o Complexo João da Silva e pelo Centro Avançado de Prevenção, Recuperação e Rendimento Esportivo (Caprres).
Para além das instalações esportivas, também se destacam o Colégio Vasco da Gama, único fundado e mantido por um clube brasileiro, a Capela de Nossa Senhora das Vitórias, padroeira da instituição, o Espaço Experiência, situado no antigo Salão de Troféus, e o Centro de Memória, responsável pelo maior acervo esportivo digital no mundo.

### Centros de treinamento
Localizado na região da Barra da Tijuca, está o principal centro de treinamento do Vasco da Gama. Inaugurado em 11 de setembro de 2020, sob financiamento coletivo dos torcedores, seu projeto final prevê a construção de seis campos e um mini estádio. O nome do local presta homenagem a Moacyr Barbosa, goleiro do Expresso da Vitória.
Às margens da Rodovia Washington Luís, em Duque de Caxias, situa-se o CT do clube destinado às categorias de base e ao futebol feminino. O centro esportivo foi batizado em memória ao Almirante Heleno de Barros Nunes, vascaíno e ex-presidente da antiga CBD, que foi importante na aquisição do terreno, concedido em 1976. Ainda em desenvolvimento, o espaço de 130 000 m² contará com diversos campos de futebol, dois ginásios e um hotel-concentração.

## Símbolos

### Cruz de Cristo
Desde a fundação do clube, esteve presente a intenção de prestar homenagem ao navegador Vasco da Gama e às grandes navegações portuguesas. Assim, a instituição sempre manteve em sua história o símbolo de uma caravela, representando as naus portuguesas como um meio de unir dois mundos: o do remo e o lusitano.
A cruz atualmente estampada nos uniformes e no escudo vascaíno se chama Cruz Pátea, embora seja difundida pela torcida e público geral como Cruz de Malta. A explicação para essa divergência reside em um estrangeirismo ocorrido no Brasil – mas não em Portugal: nas línguas inglesa e francesa nomeava-se, erroneamente, todo tipo de cruz aberta pátea como Cruz de Malta (Maltese Cross e Croix de Malte).
Como se pode verificar em muitos símbolos expostos, a cruz originária do clube é a Cruz da Ordem de Cristo. Enquanto o uniforme atual ostenta a Cruz Pátea, caracterizada pela ausência de retas intermediárias, a Cruz de Cristo e versões similares foram amplamente empregadas ao longo da história. Ainda assim, a torcida vascaína consagrou o uso popular do nome Cruz de Malta para designar o símbolo do clube, independentemente de sua exatidão histórica.

### Escudos
O escudo de fundação do Vasco, utilizado desde 1899, consiste de uma caravela em um brasão redondo. Logo em 1903, ocorreu a primeira modificação, quando na administração do presidente Alberto Carvalho foi adicionado um fundo negro e as iniciais do clube, separados por seis cruzes de Cristo, circundando o escudo.
Apenas na década de 1920 foi adotado o escudo no formato atual, que recebeu suaves modificações ao longo do tempo. Nele se encontram cravadas as iniciais, formando o acrônimo CRVG, e está representada a caravela, expressão das navegações portuguesas. Nas velas da embarcação está estampada a cruz, símbolo máximo do clube e que possui forte aspecto religioso, já que a Ordem Militar de Cristo era ao mesmo tempo religiosa e guerreira. Os componentes estão mergulhados em um fundo negro, cortado pela faixa diagonal branca.
Para além dos elementos, as cores presentes no emblema vascaíno também possuem forte significado: o preto remete aos mares desconhecidos do Oriente; enquanto o branco representa a rota descoberta pelo almirante Vasco da Gama. Além disso, elas refletem a ideia da comunhão e igualdade entre etnias, valor intensamente defendido pelo clube.

### Uniformes
Os equipamentos do Vasco da Gama são frequentemente incluídos entre os mais bonitos do mundo. O primeiro uniforme vascaíno era composto por uma camisa preta, com faixa horizontal branca e a Cruz de Cristo em vermelho ao centro. Logo em 1899, em decorrência da Cisão Social no clube, a faixa se tornaria transversal, partindo do ombro direito – em sentido inverso ao atual. Ela simboliza o caminho das caravelas à Índia; e o fundo negro, os mares "nunca dantes navegados", as tormentas e o abismo. Já a cruz, por sua vez, representa o povo português e sua fé.
Por influência do Lusitânia Sport Club, que se fundiu ao Vasco em 1915, a primeira camisa de futebol era toda negra, com gola e punhos brancos, sem a faixa diagonal. Já a Cruz de Cristo havia sido deslocada para o lado esquerdo do peito, junto ao coração, em uma referência ao uniforme do combinado português que realizou série de amistosos no Brasil em 1913, além de se diferenciar do traje náutico. Embora a equipe de remo já adotasse camisas pretas com faixas brancas desde o início do século XX, até os anos 1940 a camisa oficial do Vasco da Gama permanecia inteiramente preta, com detalhes brancos restritos à gola e aos punhos, o que inclusive lhe rendeu a histórica alcunha de Camisas Negras.
No ano de 1943, a equipe aposentou suas camisas pretas no futebol, adotando em definitivo o design de sua bandeira e escudo. O chamado "uniforme de honra", instituído em 1899, foi levado aos gramados como uniforme principal: camisa negra e faixa branca partindo do ombro esquerdo, com a cruz sobre o coração. Contudo, a baixa visibilidade da cor preta sob os refletores da época, somada ao calor excessivo do verão, gerava preocupações. Como o estádio de São Januário foi o primeiro a contar com iluminação para jogos noturnos, optou-se por algo mais adequado. Ainda no mesmo ano, sob o comando do técnico uruguaio Ondino Vieira, foi definido junto à diretoria o uso preferencial do uniforme noturno de verão: camisa branca com faixa a tiracolo negra, que fora criada em dezembro de 1937.

### Bandeiras
Assim como no uniforme, originalmente o Vasco da Gama adotou uma faixa branca horizontal, em um fundo negro, com a cruz ao centro. Posteriormente, no contexto da primeira Cisão Social do clube em 1899, ocorreu a mudança para a faixa transversal, que se consolidou e permanece ainda hoje estampada no pavilhão cruzmaltino.
Ainda nas décadas inciais, o clube ostentava uma Bandeira Náutica, na antiga sede da rua Santa Luzia. Símbolo da ligação com a Federação Brasileira das Sociedades de Remo, ela apresenta todos os objetos do código de regatas: desde âncora e bóia salva-vidas, ao croque e o remo. Com o passar do tempo, o maior enfoque em outras modalidades e as mudanças de sedes, esta bandeira acabou se perdendo no esquecimento. Após pesquisa iconográfica, no ano de 2018 houve o resgate do design deste estandarte histórico, que foi reproduzido e instalado na atual Sede Náutica da Lagoa.
As oito estrelas douradas representadas na atual configuração da bandeira fazem alusão aos títulos Brasileiros, do Sul-Americano de Campeões, da Copa Libertadores, Copa Mercosul e ao Campeonato invicto de Terra e Mar conquistado em 1945, quando o Vasco da Gama se sagrou campeão invicto em ambos os estaduais de futebol e remo.

### Hinos

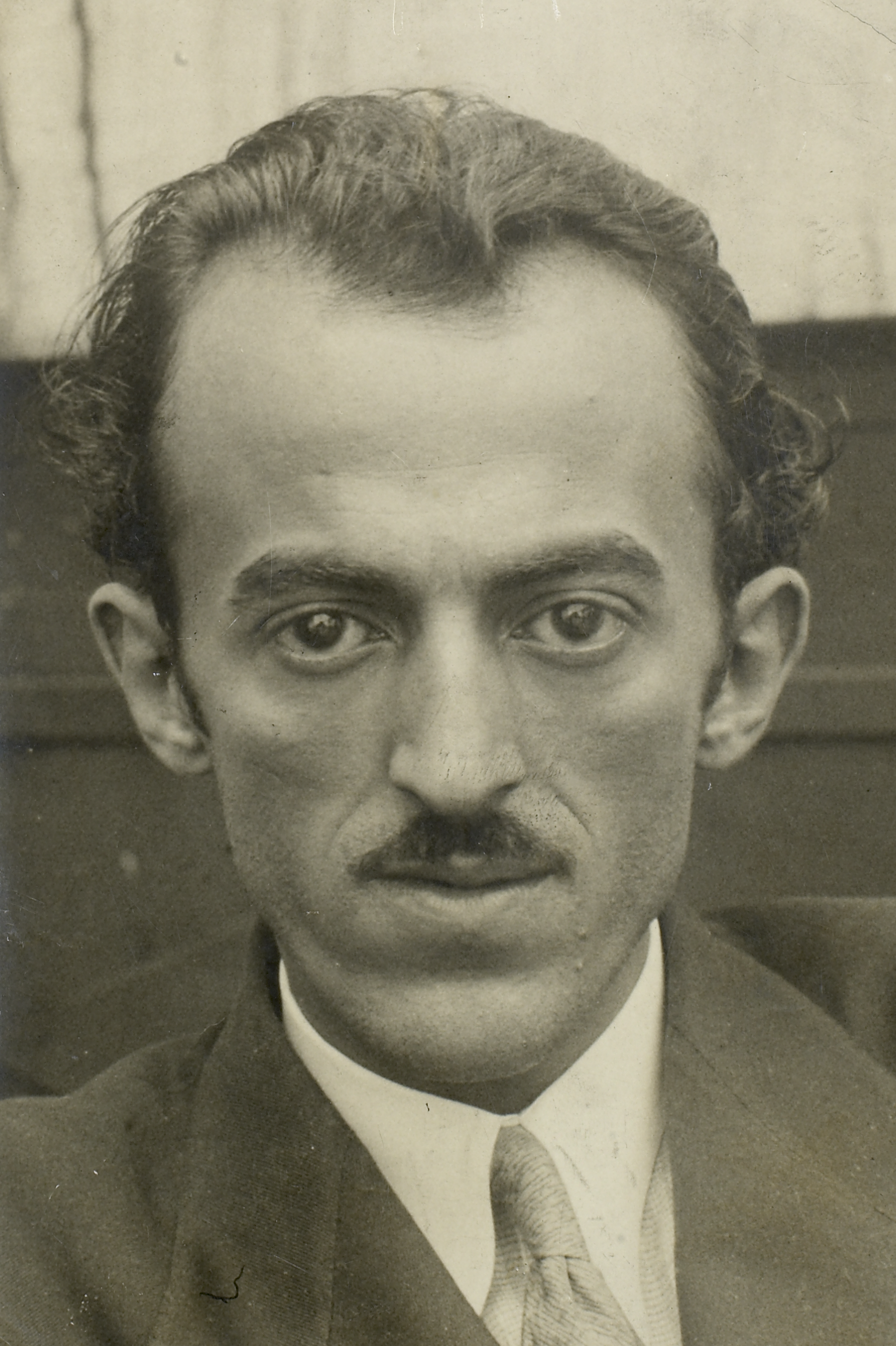
Lamartine Babo, autor dos hinos dos quatro grandes clubes do Rio.

O Club de Regatas Vasco da Gama possui três hinos reconhecidos, sendo o Hino Popular o mais difundido e oficialmente utilizado. O primeiro hino cruzmaltino foi o Hino Triunfal do Vasco da Gama. Desenvolvido no ano de 1918, com a letra e música compostas pelo poeta Joaquim Barros Ferreira da Silva, o hino foi ofertado em homenagem ao 20.º aniversário de fundação do clube. Posteriormente, em 1930, foi gravado pelo 'Orfeão de Portugal' na gravadora Brunswick.
O segundo hino, chamado de Meu Pavilhão, teve a música composta por Ernani Corrêa, enquanto a letra foi redigida por João de Freitas. A canção foi idealizada em 1942 para participação em um concurso musical promovido pelo clube em conjunto com a organizada Legião da Vitória. Ainda que não tenha vencido a disputa, a obra de Freitas e Corrêa conseguiu ocupar um dos lados do vinil gravado após a competição e acabou conquistando mais adesão na comunidade vascaína do que a ganhadora do concurso. Já no ano de 1974, os jogadores campeões brasileiros fizeram uma gravação especial do hino, a fim de reverter a renda obtida com as vendas dos discos na premiação pelo título.
O Hino Popular do Vasco foi elaborado em 1949 por Lamartine Babo, autor de diversos hinos de clubes de futebol. Lançada pela gravadora Continental no contexto da Copa do Mundo de 1950, a canção era originalmente intitulada Marcha do Vasco. Lamartine apresentava, junto ao casal Heber de Bôscoli e Yara Salles, o famoso programa de auditório ‘Trem da Alegria’, e teria sido desafiado por Héber a compor hinos para os clubes do Rio. Dos três hinos associados ao cruzmaltino, este é o mais conhecido e adotado oficialmente pelo clube. Além disso, muitos torcedores e jornalistas especializados o consideram como uma das mais belas canções e melodias dentre os hinos esportivos brasileiros.
A revista Placar editou dois álbuns com artistas populares gravando hinos de futebol. O primeiro, de 1996, tinha o hino do Vasco com batida de funk, violino, guitarra elétrica e percussão de samba, nas vozes de Luiz Melodia, Fernanda Abreu, Celso Blues Boy e Pierre Aderne. O segundo, de 2004, foi um samba gravado por Paulinho da Viola e o grupo Los Hermanos.

### Mascotes
O primeiro mascote do Vasco foi o Almirante, criado pelo argentino Lorenzo Molas em homenagem ao navegador português Vasco da Gama. As primeiras charges apresentavam o personagem como um português gordo, careca e de longos bigodes. Em 30 de junho de 1944, o Jornal dos Sports publicou a primeira charge contendo a figura do Almirante representado por um almirante português, na proa de uma caravela com a cruz de Cristo.

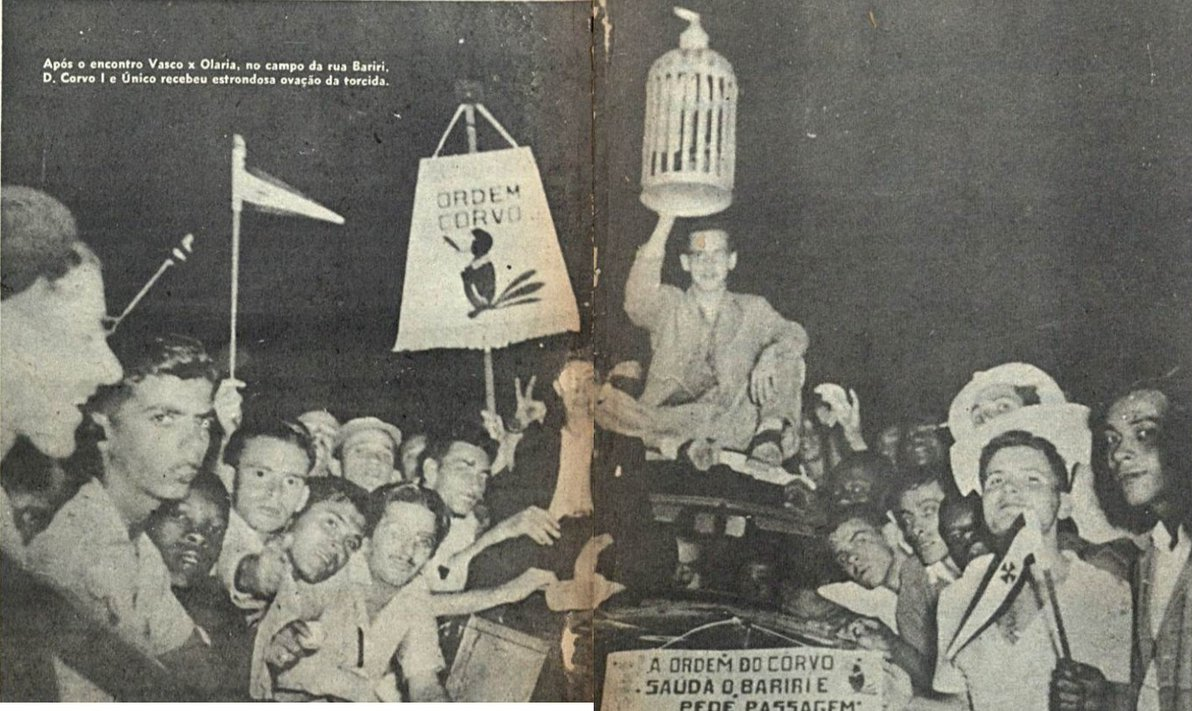
Desfile da Ordem do Corvo, em reverência a "Sua Majestade Dom Corvo I e Único".

A partir daí, a figura do Almirante passou a ser presença constante nas charges de Molas. O Jornal dos Sports o descreveu como um "verdadeiro lobo do mar, em sua nau, sempre pronto a navegar e enfrentar todas as tormentas". Com o tempo, a figura se consolidou, ganhando várias versões: desde traços infantis, a uma expressão mais séria e fechada, com o Almirante Pistola. Na década de 1960, o chargista Henfil criou um personagem com feições similares ao original, apelidado de Bacalhau pelo cartunista, em alusão às ligações entre o clube e Portugal.
Outro mascote popular foi o Corvo, idealizado por Otelo Caçador. O primeiro cartum de Otelo trazia uma caravela, na qual o Almirante batalhava contra os demais mascotes cariocas. No alto do mastro, ele desenhou um corvo; indagado sobre o animal, afirmou que era de bom agouro. Como a ave é em geral associada ao azar, especula-se que tenha sido uma piada, já que o cartunista era rubro-negro e costuma provocar os rivais em seus desenhos. Piada ou não, o Vasco se sagrou campeão invicto naquele ano, o mascote se popularizou e passou a ser chamado "Dom Corvo", em alusão ao título de nobreza comum em Portugal. Com o sucesso, a diretoria vascaína decidiu adquirir um corvo; contudo, ele não existe no Brasil, e precisou ser importado; sua vinda necessitou autorização do país português, que na época proibia a saída da ave. A chegada do animal foi amplamente coberta pela mídia à época: o Rádio Clube Brasil realizou programas em homenagem ao corvo, e o Jornal dos Sports uma festa em sua recepção.

### Padroeiros
Ao mesmo tempo em que é reconhecido por sua diversidade e tolerância religiosa, contando com personagens folclóricos como o massagista Pai Santana e o zagueiro Jahu em sua história, o Vasco da Gama também é considerado o clube mais católico do Brasil. Essa reputação se deve às raízes históricas da instituição, fortemente ligadas à cultura portuguesa e ao catolicismo, que permeiam práticas como realização de missas campais no estádio de São Januário, a guarda de dias santos e a histórica recepção da delegação vascaína pelo Papa Pio XII, em 1956 no Vaticano.
A padroeira oficial do clube é Nossa Senhora das Vitórias. A sua devoção institucional remonta aos anos iniciais da fundação, e se intensificou em 1923, quando os Camisas Negras entraram em campo com medalhas da santa, na partida decisiva do Campeonato Carioca, e se sagraram campeões pela primeira vez. Já no ano de 1961, foi inaugurada nas dependências do complexo de São Januário uma capela dedicada à padroeira, cuja festa é comemorada a 15 de agosto.
Além disso, o clube mantém fortes laços com suas co-padroeiras marianas Fátima e Aparecida, simbolizando a conexão luso-brasileira da instituição. Nossa Senhora de Fátima, orago menor de Portugal, é frequentemente homenageada com celebrações e peregrinações, enquanto a imagem de Nossa Senhora Aparecida, padroeira do Brasil, acompanha a equipe nos vestiários, coletivas de imprensa, em viagens e concentrações.
Outro marco da religiosidade cruzmaltina é a relação com São Januário de Benevento, cujo nome popularmente batiza o estádio do clube. Esta escolha se deve à rua adjacente ao complexo esportivo, que homenageia o santo italiano conhecido por seus milagres e proteção aos fiéis. Já o Departamento Infanto-Juvenil do Vasco tem por padroeiro São Jorge, associado à fundação do escotismo vascaíno em 1926. A figura do santo guerreiro inspira os jovens atletas com valores como coragem, determinação e força para enfrentar os desafios dentro e fora de campo.

## Torcida

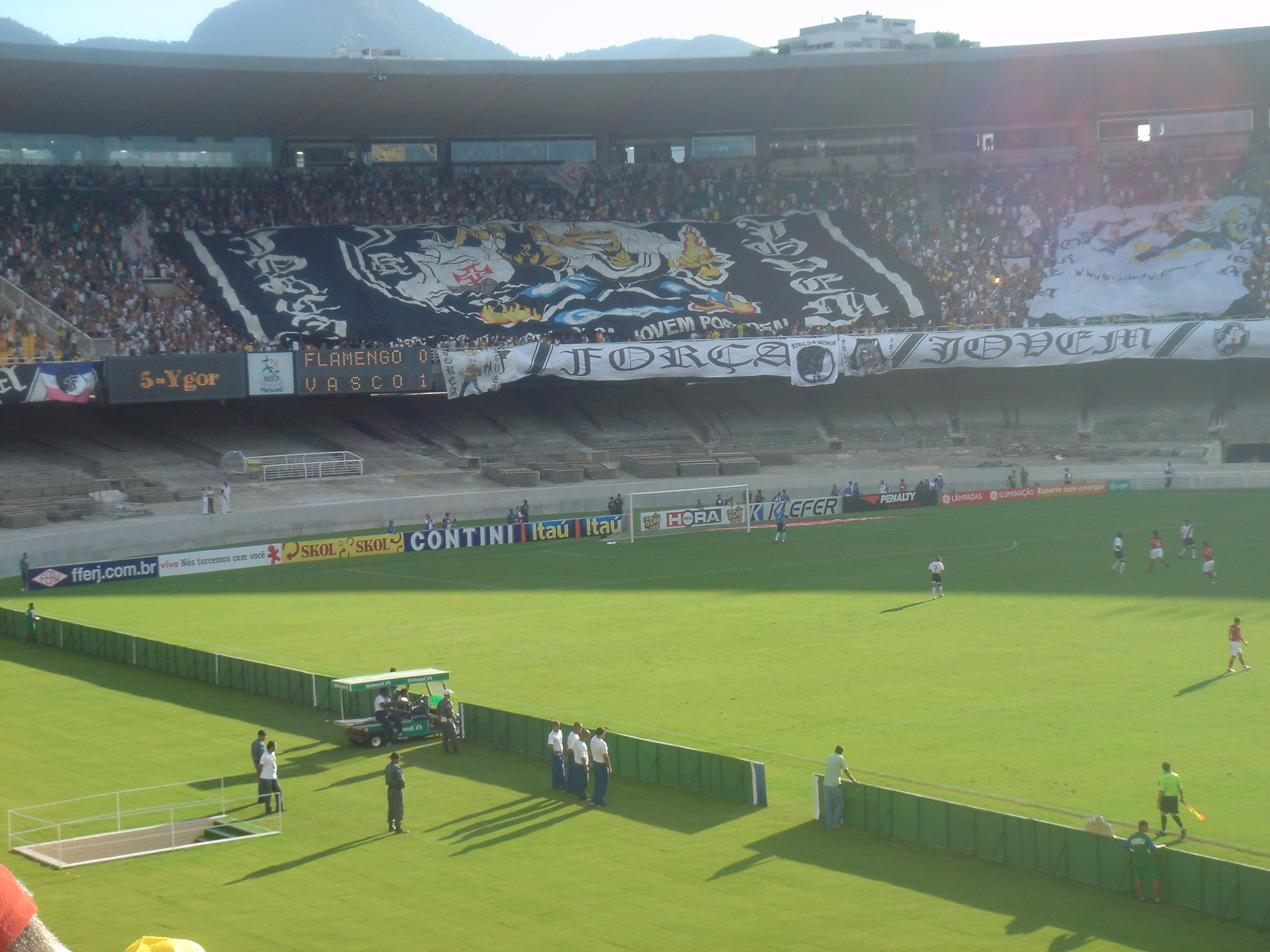
Torcida vascaína no Maracanã.

A torcida cruzmaltina é uma das maiores do Brasil. Segundo as pesquisas atuais, ela oscila entre a terceira e quinta maior do país, junto com São Paulo e Palmeiras. Alguns dos motivos atribuídos para essa fama são as causas sociais, com as quais o povo se identificou, como ter sido um dos primeiros clubes a aceitar e defender atletas negros. O Gigante da Colina possui ainda diversas torcidas organizadas, com membros até mesmo fora do país. Sua organizada com mais integrantes atualmente é a Força Jovem do Vasco. Além dela, destacam-se também a Ira Jovem, TOV, Torcida Rasta, Mancha Negra, Guerreiros do Almirante, entre outras.

## Rivalidades

### Confrontos nacionais
Clássico dos Milhões
O confronto contra o Clube de Regatas do Flamengo, chamado de Clássico dos Milhões por conta da magnitude de ambas torcidas, é o maior clássico do Rio de Janeiro e considerado um dos principais duelos do mundo. A rivalidade advém desde os anos 1900, atraindo multidões nas competições de remo. Contudo, com a ascensão do Vasco à primeira divisão do futebol na década de 1920, o embate se intensificou e ganhou maior relevância nos gramados.

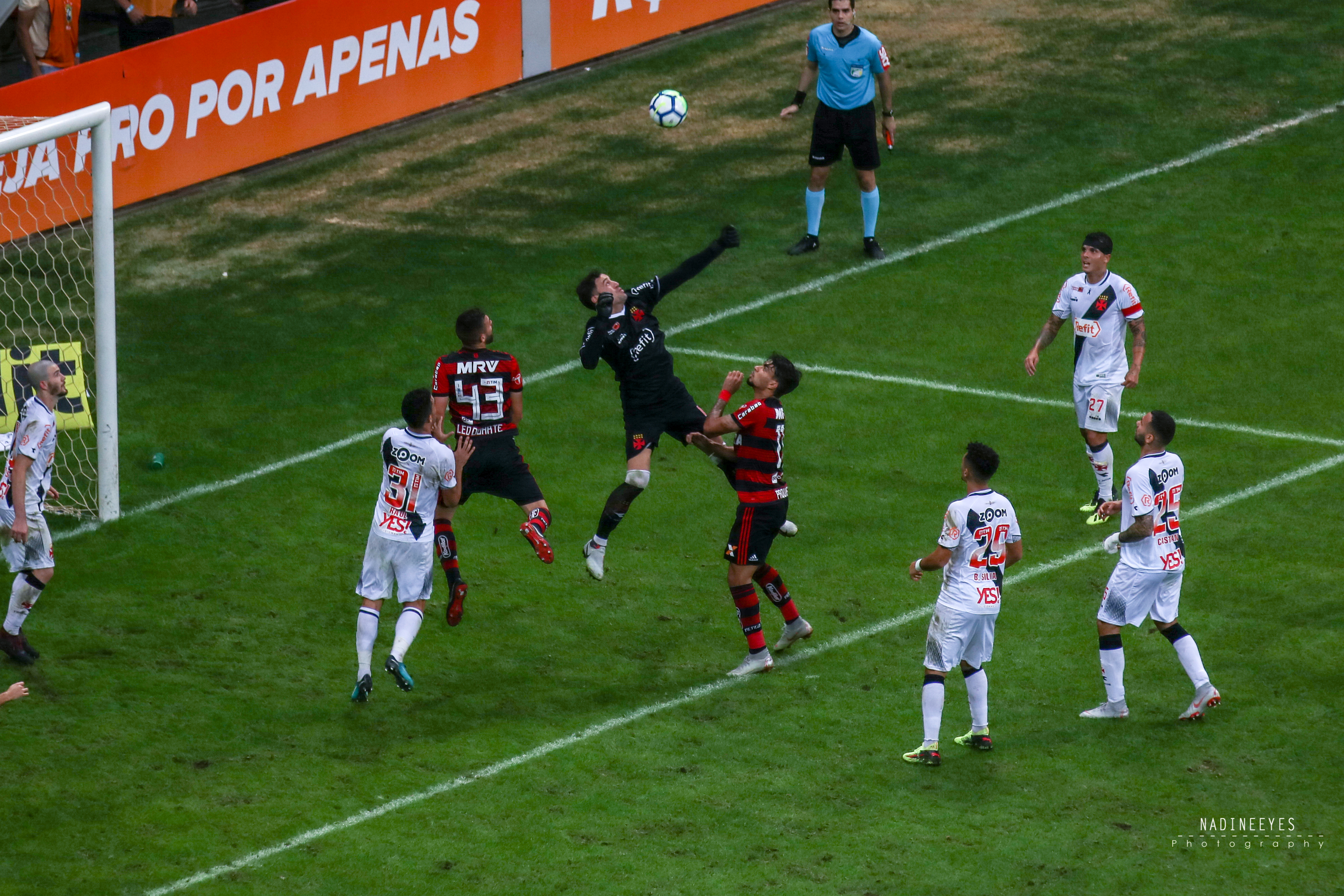
Clássico dos Milhões válido pelo Campeonato Brasileiro de 2018.

Esse é confronto futebolístico que registra o maior número de públicos acima de 100 mil pessoas na história do futebol, além de possuir a maior média de público da história do Campeonato Brasileiro. O clássico centenário, presente entre os dezessete mais antigos do Brasil, teve sua primeira partida oficial realizada em 29 de abril de 1923, em vitória vascaina por 3 a 1 no Campo da Rua Paissandu. Já a maior goleada do confronto ocorreu em 1931, quando o Vasco da Gama venceu por 7 a 0 o Flamengo. O principal artilheiro do clássico é Roberto Dinamite com 27 gols, seguido por Romário e Zico, ambos com 19 gols marcados.
No futebol, os clubes já protagonizaram algumas decisões nacionais, tais quais a final da Copa do Brasil de 2006 e nas semifinais dos Campeonatos Brasileiros de 1992 e 1997. Em outras modalidades, a rivalidade também se faz presente, como no basquete, natação, voleibol, judô, futebol de areia e futebol americano. Merecem destaque, nesse contexto, as finais do Campeonato Nacional de Basquete de 2000, do Campeonato Brasileiro de Beach Soccer de 2019, Supercopa do Brasil de Beach Soccer de 2024 e da Superliga Feminina de Vôlei de 2000-01.
Clássico dos Gigantes
Um dos principais adversários históricos do clube é o Fluminense Football Club. O confronto é chamado de Clássico dos Gigantes, cujo nome foi eleito em 2006 pelos leitores do jornal esportivo Lance!. Além de ser um dos confrontos mais tradicionais e de maior rivalidade no futebol brasileiro, as equipes já disputaram importantes decisões, como a final do Campeonato Brasileiro de 1984, as semifinais da Copa do Brasil de 2006 e ainda as partidas pela Copa Libertadores da América de 1985, as únicas realizadas entre equipes cariocas na competição continental.
Na década de 1920, no período dos Camisas Negras e da Resposta Histórica, a rivalidade já se evidenciava pelo contexto político e social: com o Fluminense representante da aristocracia carioca, na figura de seu patrono Arnaldo Guinle, presidente da Associação Metropolitana de Esportes Athleticos (AMEA), enquanto o Vasco da Gama lutava contra a discriminação racial e social no esporte. A primeira partida ocorreu no dia 11 de março de 1923, com uma vitória cruzmaltina pelo placar de 3 a 2 no Campo da Rua Figueira de Mello. Já a maior goleada do clássico foi registrada em 1930, quando o Vasco da Gama bateu por 6 a 0 o Fluminense, no estádio de São Januário. Os grandes artilheiros do confronto são Roberto Dinamite com 36 gols, seguido por Waldo Machado com 12 gols marcados.
Clássico da Amizade
Outro importante rival vascaíno é o Botafogo de Futebol e Regatas, com quem protagoniza o Clássico da Amizade. Este nome surgiu em razão do comportamento historicamente mais pacífico entre as duas torcidas, com ânimos menos exaltados quando se enfrentam. A vantagem cruzmaltina sobre o Botafogo é a maior registrada entre os clássicos envolvendo os grandes clubes brasileiros, com uma diferença de cerca de 60 vitórias a favor do Vasco da Gama.
Oriundo das regatas, o clássico teve início no futebol no dia 22 de abril de 1923, quando a equipe vascaína superou os botafoguenses com um placar de 3 a 1 no Campo da Rua General Severiano, pelo Campeonato Carioca. Já a maior goleada do confronto ocorreu em 2001, com o Vasco da Gama vencendo por 7 a 0 o Botafogo, na que foi também a maior goleada registrada em clássicos cariocas realizados no estádio do Maracanã. Os maiores artilheiros históricos do Clássico da Amizade são Roberto Dinamite com 25 gols, seguido por Quarentinha com 17 gols marcados.
Outros confrontos
| - America - Athletico - Atlético | - Bahia - Corinthians - Coritiba | - Cruzeiro - Grêmio - Internacional | - Palmeiras - Santos - São Paulo |  |

### Confrontos internacionais
Vasco vs. River Plate

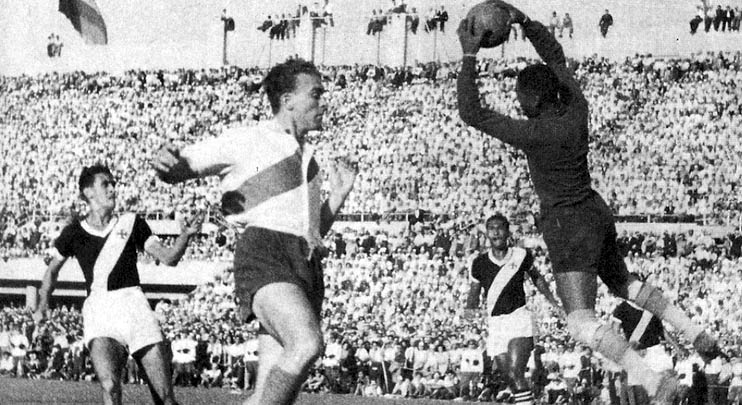
Alfredo Di Stéfano e Moacyr Barbosa disputam bola pela decisão do Sul-Americano de Campeões.

Em termos de marcantes rivais internacionais, o Club Atlético River Plate enfrentou o Vasco da Gama em suas três campanhas continentais vitoriosas: o Campeonato Sul-Americano de Campeões, a Copa Libertadores de 1998 e a Copa Mercosul de 2000, sendo frequentemente citado como o principal rival nestas conquistas. Na Supercopa Libertadores de 1997, que marcou o reconhecimento definitivo do torneio de 1948 pela CONMEBOL, los millonarios eliminaram a equipe cruzmaltina ainda na fase de grupos, e se sagraram campeões. Entretanto, no retrospecto geral, o Vasco da Gama possui mais vitórias que o River Plate neste confronto.
Vasco vs. Real Madrid
Contra o Real Madrid Club de Fútbol, os vascaínos protagonizaram algumas partidas históricas para o futebol mundial, incluindo decisões como as finais da Copa Intercontinental de 1998 e seu antecessor o Torneio de Paris de 1957, no maior encontro intercontinental de clubes antes de 1960, segundo a FIFA. Dentre outros confrontos marcantes, em 1956 o Vasco da Gama foi convidado para o jogo em homenagem à despedida oficial do ídolo merengue Luis Molowny, realizada no Estádio Santiago Bernabéu. Nesta partida, inclusive, László Kubala e Enrique Collar, ídolos de Barcelona e Atlético de Madrid, vestiram a camisa madrilenha. Já no ano de 1961, o Real Madrid visitou a equipe cruzmaltina no estádio do Maracanã, para um público de mais de 140 mil pessoas, na primeira excursão de los blancos ao Brasil.

## Principais títulos
Esta seção se dedica às principais conquistas vascaínas no futebol profissional masculino.
| EXTRAOFICIAL | EXTRAOFICIAL             | EXTRAOFICIAL | EXTRAOFICIAL |
| Troféus      | Competições              | Títulos      | Temporadas   |
| ------------ | ------------------------ | ------------ | ------------ |
|              | Torneio de Paris de 1957 | 1            | 1957         |

| INTERCONTINENTAIS  | INTERCONTINENTAIS                        | INTERCONTINENTAIS | INTERCONTINENTAIS |
| Troféus            | Competições                              | Títulos           | Temporadas |
| ------------------ | ---------------------------------------- | ----------------- | --- |
|                    | Torneio Octogonal Rivadávia Corrêa Meyer | 1                 | 1953 |
| CONTINENTAIS       |                                          |                   | |
| Troféus            | Competições                              | Títulos           | Temporadas |
|                    | Campeonato Sul-Americano de Campeões     | 1                 | 1948 |
|                    | Copa Libertadores da América             | 1                 | 1998 |
|                    | Copa Mercosul                            | 1                 | 2000 |
| NACIONAIS          |                                          |                   | |
| Troféus            | Competições                              | Títulos           | Temporadas |
|                    | Campeonato Brasileiro                    | 4                 | 1974, 1989, 1997 e 2000 |
|                    | Copa do Brasil                           | 1                 | 2011 |
|                    | Campeonato Brasileiro – Série B          | 1                 | 2009 |
| INTERESTADUAIS     |                                          |                   | |
| Troféus            | Competições                              | Títulos           | Temporadas |
|                    | Torneio Rio-São Paulo                    | 3                 | 1958, 1966 e 1999 |
|                    | Torneio João Havelange                   | 1                 | 1993 |
| ESTADUAIS          |                                          |                   | |
| Troféus            | Competições                              | Títulos           | Temporadas |
|                    | Campeonato Carioca                       | 24                | 1923, 1924, 1929, 1934, 1936, 1945, 1947, 1949, 1950, 1952, 1956, 1958, 1970, 1977, 1982, 1987, 1988, 1992, 1993, 1994, 1998, 2003, 2015 e 2016 |
|                    | Copa Rio Estadual                        | 2                 | 1992 e 1993 |
|                    | Campeonato Carioca – Série A2            | 1                 | 1922 |
| Guanabara          | Taça Guanabara Independente              | 1                 | 1965 |
|                    | Torneio Municipal                        | 4                 | 1944, 1945, 1946 e 1947 |
|                    | Torneio Relâmpago                        | 2                 | 1944 e 1946 |
|                    | Torneio Início                           | 10                | 1926, 1929, 1930, 1931, 1932, 1942, 1944, 1945, 1948 e 1958                                                                                     |
| TURNOS DO ESTADUAL |                                          |                   | |
| Troféus            | Competições                              | Títulos           | Temporadas |
|                    | Taça Guanabara                           | 12                | 1976, 1977, 1986, 1987, 1990, 1992, 1994, 1998, 2000, 2003, 2016 e 2019                                                                         |
|                    | Taça Rio                                 | 11                | 1984, 1988, 1992, 1993, 1998, 1999, 2001, 2003, 2004, 2017 e 2021                                                                               |
|                    | Turnos com outros nomes                  | 9                 | 1972, 1973, 1974, 1975, 1977, 1980, 1981, 1988 e 1997                                                                                           |
| MUNICIPAIS         |                                          |                   | |
| Troféus            | Competições                              | Títulos           | Temporadas |
| Rio de Janeiro     | Torneio Gérson dos Santos Coelho         | 1                 | 1948 |
| Rio de Janeiro     | Taça Cidade do Rio de Janeiro            | 1                 | 1959 |
| Rio de Janeiro     | Torneio Extra                            | 2                 | 1973 e 1990 |
| Rio de Janeiro     | Campeonato da Capital                    | 1                 | 1992 |
|                    | Taça Cidade de Cabo Frio                 | 1                 | 1975 |
| TOTAL              |                                          |                   | |
| Escudo             | Conquistas                               | Títulos           | Categorias |
|                    | Títulos Principais                       | 64                | 1 Intercontinental, 3 Continentais, 6 Nacionais, 4 Interestaduais, 44 Estaduais e 6 Municipais                                                  |
|                    |                                          |                   | |

| HONORÁRIOS                        | HONORÁRIOS                                                | HONORÁRIOS       | HONORÁRIOS                                                                   |
|                                   | Feitos Alcançados                                         | Conquistas       | Temporadas                                                                   |
| --------------------------------- | --------------------------------------------------------- | ---------------- | ---------------------------------------------------------------------------- |
|                                   | Maior Invencibilidade Internacional do Futebol Brasileiro | 34 Jogos         | 1949–1954                                                                    |
|                                   | 2º do Ranking Mundial da IFFHS                            | 1                | 1998                                                                         |
| Líder do Ranking Mundial da IFFHS | 1                                                         | Dezembro de 2000 |                                                                              |
| Rio de Janeiro                    | Campeão Carioca de Terra e Mar                            | 13               | 1924, 1934, 1936, 1945, 1947, 1949, 1950, 1952, 1956, 1958, 1970, 1982, 1998 |
|                                   |                                                           |                  |                                                                              |

## Desportistas

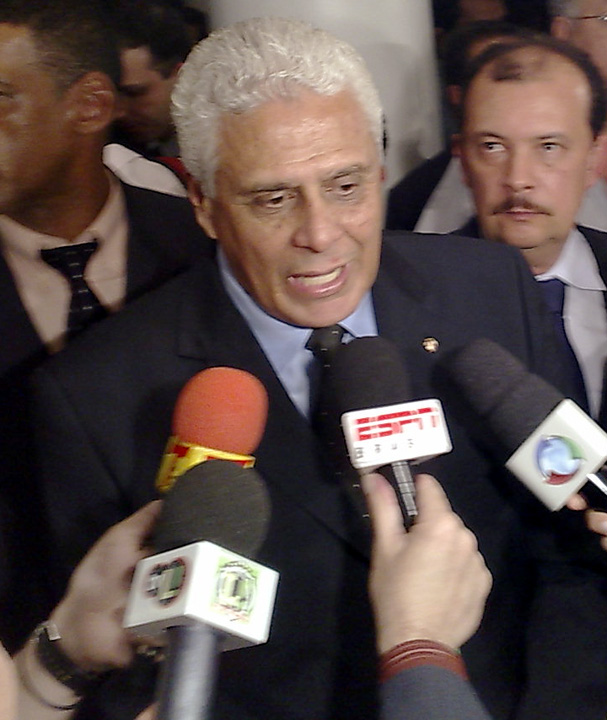
Roberto Dinamite, maior ídolo e artilheiro da história do clube.

Na sua principal modalidade, o Vasco da Gama revelou e abrigou alguns dos grandes nomes do esporte. O principal ídolo da história do clube é Roberto Dinamite, artilheiro cruzmaltino com 708 gols marcados, é também o maior goleador dos Campeonatos Brasileiros e Cariocas, e 22.º maior artilheiro do futebol mundial em jogos oficiais.
Dentre os que mais se destacaram estão Ademir de Menezes, eleito o melhor futebolista do mundo em 1950 pelo Mundo Deportivo; Romário, formado no clube, também escolhido o jogador do ano em 1994 pela FIFA; os frequentemente citados como os maiores cobradores de falta da história, Juninho Pernambucano, Roberto Dinamite e Marcelinho Carioca; e o goleiro Mazarópi, que alcançou o recorde mundial sem sofrer gols com a camisa vascaína. Além deles, diversos estrangeiros marcaram passagem pelo cruzmaltino, com destaque para Adão Antônio Brandão, autor do primeiro gol do clube, os goleiros Edgardo Andrada e Martín Silva, e os atacantes Segundo Villadóniga e Pablo Vegetti.
Em Copas do Mundo da FIFA, o Vasco da Gama acumula 38 convocações, com quatro campeões mundiais: Bellini, Vavá, Orlando Peçanha e Ricardo Rocha; e nove vice-campeões, em 1950 e 1998. Na Copa do Mundo de Futebol Feminino, o clube foi a base da Seleção Brasileira nas edições de 1991, 1995 e 1999. O cruzmaltino é ainda a única equipe do mundo a ter um artilheiro e uma artilheira no torneio dos Jogos Olímpicos: com Romário em 1988 e Pretinha em 1996.

## Treinadores
Fundado em 26 de novembro de 1915, o departamento de futebol cruzmaltino era, nos primeiros anos, conduzido pelo chamado Ground Committeé, composto por comissões temporárias e geralmente improvisadas. Estas eram formadas pelo capitão da equipe, dirigentes e incluíam até mesmo amigos do presidente ou diretores influentes. Apenas no começo de 1922, houve a institucionalização do cargo de treinador de futebol no Vasco da Gama. O primeiro técnico oficial do clube foi o uruguaio Ramón Platero, comandante dos Camisas Negras, e que chegou a ter passagens pelas Seleções Brasileira e Uruguaia.
Ao longo da história, mais de 100 treinadores diferentes dirigiram a equipe principal do Vasco da Gama. Entre os mais notáveis, estão os campeões da América Flávio Costa e Antônio Lopes, o uruguaio Ondino Vieira idealizador do Expresso da Vitória, Martim Francisco, Mário Travaglini, Nelsinho Rosa e ainda Joel Santana e Alcir Portella, campeões brasileiros tanto como atletas quanto na comissão técnica. O técnico que por mais tempo esteve à frente do futebol vascaíno foi o inglês Harry Welfare, permanecendo no cargo durante 4391 dias, o equivalente a mais de 12 anos, em três passagens entre 1926 e 1943. Por outro lado, o recorde de jogos dirigindo a equipe pertence a Antônio Lopes, somando 614 partidas ao longo de seis passagens entre 1981 e 2008.
Nas outras modalidades praticadas pelo clube, também se destacam renomados treinadores que construíram carreiras vitoriosas nos esportes coletivos do cruzmaltino. Entre os mais reconhecidos estão Helena Pacheco, pioneira no futebol feminino e responsável por revelar craques como Marta e Pretinha; Hélio Rubens, Flor Meléndez, Alberto Bial e Maria Helena Cardoso, multicampeões no basquetebol masculino e feminino; Ricardo Lucena, vencedor da Liga Nacional de Futsal em 2000; no voleibol, Marcos Lerbach e Isabel Salgado, finalista da Superliga Feminina em 2000-01; Cesinha e Fábio Costa no beach soccer; além de Leoni Nascimento, hexacampeão estadual consecutivo no handebol.

## Presidentes

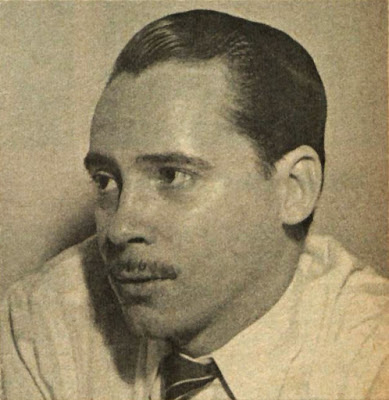
Antônio Soares Calçada, mais longevo presidente, com 18 anos no cargo.

O cargo de Presidente da Diretoria Administrativa do Vasco da Gama foi instituído em 21 de agosto de 1898, imediatamente após a fundação do clube, sendo o empresário português Francisco Gonçalves do Couto Junior o primeiro a ocupar a função.
Conforme estabelecido em Estatuto, a posição de presidente assume as principais responsabilidades ligadas à administração do Club de Regatas Vasco da Gama. Ele lidera a gestão executiva do clube associativo, representando-o em reuniões, eventos e organizações esportivas, tratando de questões relacionadas a competições e regulamentos. Ademais, é encarregado de gerenciar as finanças, supervisionar negociações e contribuir para o desenvolvimento infraestrutural da instituição, abrangendo tanto a parte social quanto outras instalações do Vasco da Gama.
Ao longo da história do Club de Regatas Vasco da Gama, o presidente que deteve o cargo por mais tempo foi o português Antônio Soares Calçada. Amplamente considerado o mais vitorioso dos dirigentes vascaínos, liderou a agremiação por 18 anos, divididos em 6 mandatos consecutivos, no período de 1983 a 2000. Em seguida, o segundo presidente com a maior permanência à frente da gestão cruzmaltina foi o advogado brasileiro Agathyrno da Silva Gomes, que comandou a entidade durante uma década, entre os anos de 1969 até 1979.
Dentre os mais notáveis mandatários do Vasco da Gama se destacam figuras como Cândido José de Araújo, o primeiro presidente negro de um clube esportivo brasileiro, José Augusto Prestes, responsável pela elaboração da Resposta Histórica e Cyro Aranha, idealizador do Expresso da Vitória. Além deles, outros nomes marcantes incluem Eurico Miranda, polêmico e multicampeão dirigente, os irmãos Antônio e Raúl da Silva Campos, protagonistas na era dos Camisas Negras e na construção do estádio de São Januário, e os ex-jogadores Roberto Dinamite e Pedrinho.

## Relação com Portugal

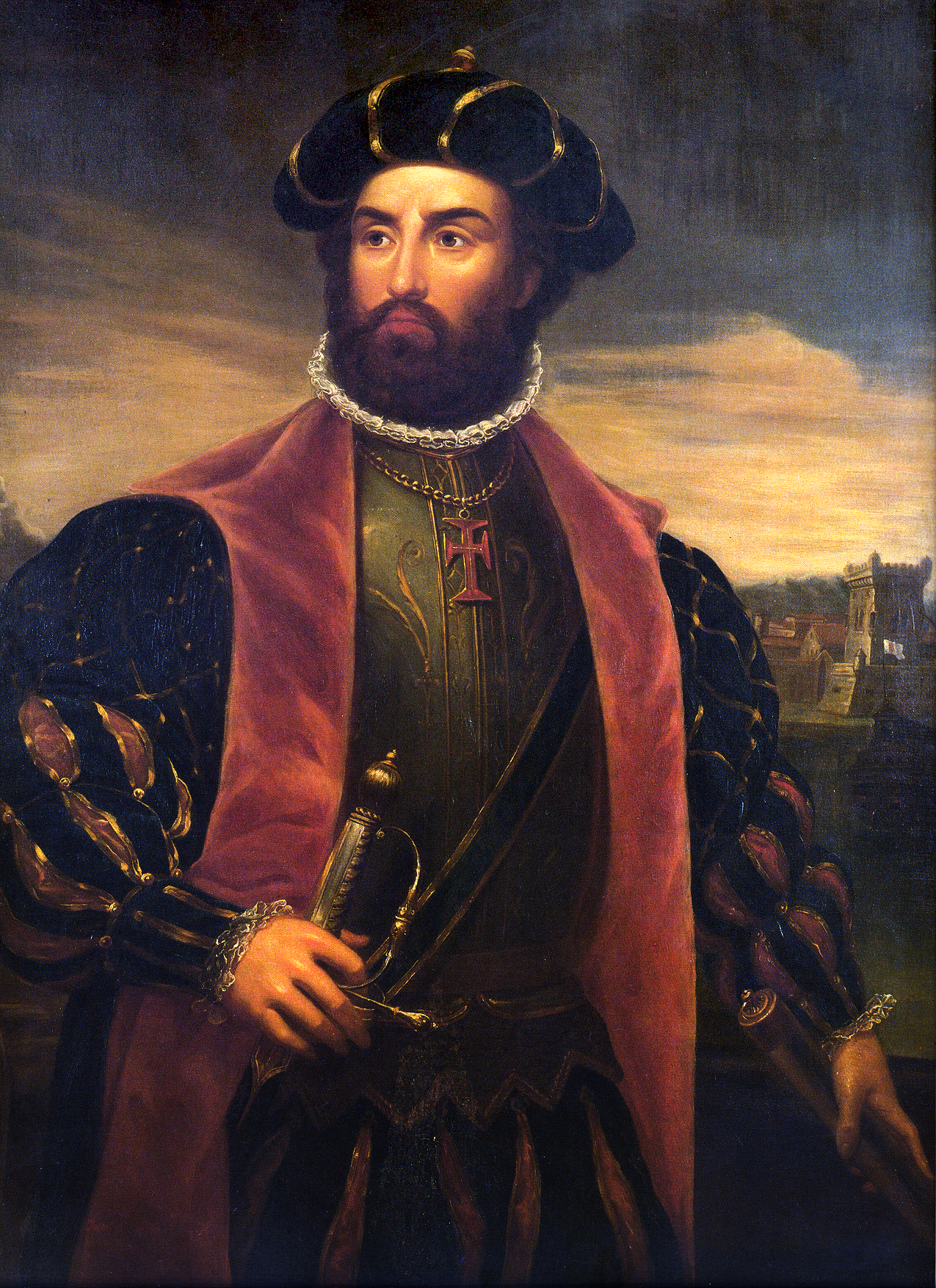
Vasco da Gama, navegador que deu origem ao nome do clube.

Dispõe do estatuto que "o Vasco da Gama se orientará sempre no sentido de permanecer como instrumento de aproximação entre brasileiros e portugueses". Desde sua fundação, houve intensa ligação lusitana: com a maioria dos fundadores portugueses, o nome da agremiação homenageia um importante personagem e evento histórico de Portugal. Inicialmente, chegou-se a cogitar uma bandeira azul e branca, em alusão à bandeira portuguesa da época. No hino cruzmaltino é cantado que o futebol da equipe é "um traço de união Brasil-Portugal". Além disso, o clube celebra o dia de Portugal, de Camões e das Comunidades Portuguesas e as reuniões do Conselho Deliberativo são iniciadas com A Portuguesa, e só então é executado o hino nacional brasileiro. Segundo o Correio da Manhã, "no estádio de São Januário respira-se Portugal em todos os cantos". Já para o jornalista esportivo Luiz Ceará, "o Vasco da Gama é Portugal dentro do Brasil".
O presidente de Portugal Francisco Craveiro Lopes chegou a visitar o Vasco em 1957. Já embaixadores e cônsules-gerais o fizeram diversas vezes: em 2008, Francisco Seixas, enviou saudações na eleição de Roberto Dinamite; em 2010, João Salgueiro felicitou o aniversário do clube, afirmando que "o Vasco permanece ainda hoje, mais de 100 anos volvidos, um traço de união entre o Brasil e Portugal".
Por força da identificação do clube com Portugal, a comunidade lusitana no país sempre optou por torcer pelo Vasco. Em razão disso, muitos portugueses radicados no Brasil, e seus descendentes, são vascaínos. Segundo Mário Filho, quando o cruzmaltino começou a fazer sucesso no futebol em 1923, os "campos se enchiam", e era "português por todo canto". Nas palavras do jornalista, "tudo português, o português se julgando obrigado a ir para onde o Vasco ia".
Tais eventos fomentaram a ideia do "português vascaíno", que se tornou um personagem cultural da vida carioca. Essa figura é personagem central do famoso samba "No boteco do José", de Wilson Batista. Na composição, canta-se que, em comemoração a uma vitória cruzmaltina, o boteco – tipicamente português – estaria de graça; para entrar, bastava dizer "que é vascaíno", e que "quando o Vasco é campeão, seu José vai à falência". Este imaginário também era incentivado pela imprensa: o compositor Ary Barroso, em crônica escrita ao Jornal dos Sports em 1943, ao mencionar Santo António de Pádua, diz que esse "nunca foi rubro-negro e sempre foi vascaíno, como bom português que é".

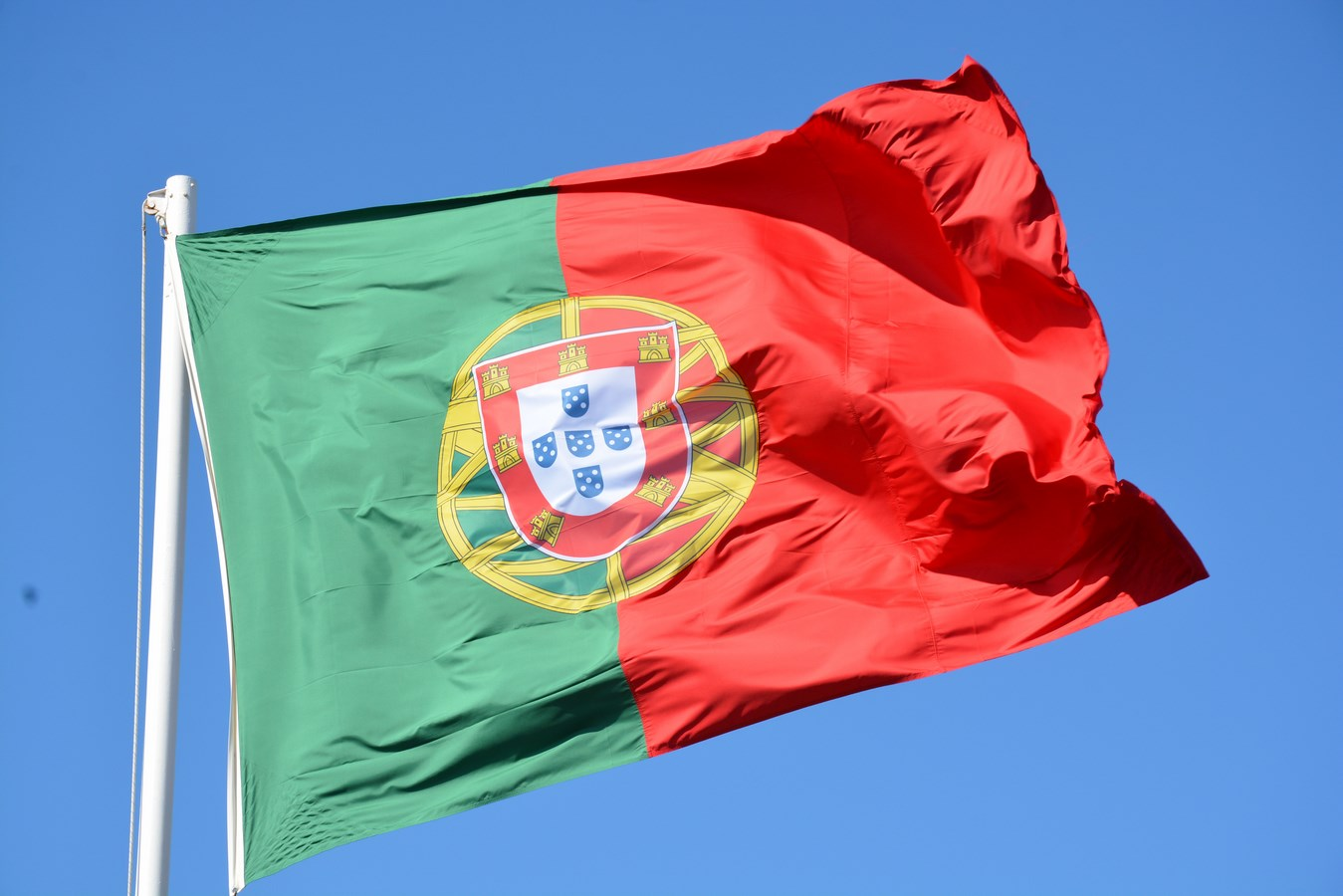
Bandeira da República Portuguesa.

A bandeira de Portugal é presença comum nas arquibancadas de São Januário e nas sedes do clube. Na Final da Eurocopa de 2016, diversos vascaínos se reuniram em casas portuguesas para torcer pela seleção lusitana. Em razão desta ligação, descendentes de portugueses utilizam do fato de serem sócios do Vasco como prova de "ligação afetiva" para obter a nacionalidade portuguesa. O cruzmaltino chegou inclusive a anunciar descontos nesta obtenção para seus associados.
O tradicional grito de guerra vascaíno, "Casaca!" é de provável inspiração portuguesa. A fórmula inicial do canto, "Ao Vasco nada? Tudo!" tem semelhanças com os gritos acadêmicos popularizados no início do século XX, especialmente na Universidade de Coimbra. Há ainda quem defenda que o grito original era "Cazarca", em possível referência ao pato-casarca, ave encontrada na região da Lagoa dos Salgados, no Algarve em Portugal.
A ligação Vasco-Portugal foi motivo de preconceitos nas primeiras décadas de 1900, com os rivais associando o Vasco a estereótipos portugueses, com o intuito de diminuir o clube. O sotaque português era frequentemente alvo de troça, deturpando-se o nome de "Vasco" para "Basco". Em 1923, com a vitória do Flamengo sobre o Vasco, torcedores rubro-negros penduraram um tamanco de dois metros e meio na sede do Vasco, calçado que na época era associado ao português. Costumava-se ainda vincular o vascaíno ao bacalhau, peixe típico da gastronomia portuguesa.
O Vasco da Gama era frequentemente apontado como o "clube português", não obstante ter se popularizado entre as camadas brasileiras mais baixas na década de 1920. Essa associação foi muito frequente ao longo do Campeonato Carioca de 1923. Na véspera do confronto com o Flamengo, o jornal O Imparcial escreveu que Francisco Marques da Silva, português e presidente vascaíno, "regressaria para Portugal dentro de um bonde do bairro de Cascadura". O clube também não era bem visto por setores da imprensa; registra o historiador João Manuel Casquinha que O Imparcial, ao noticiar confusão entre torcedores em 1922, "aproveitava para desfiar a sua raiva pelos portugueses do Vasco".

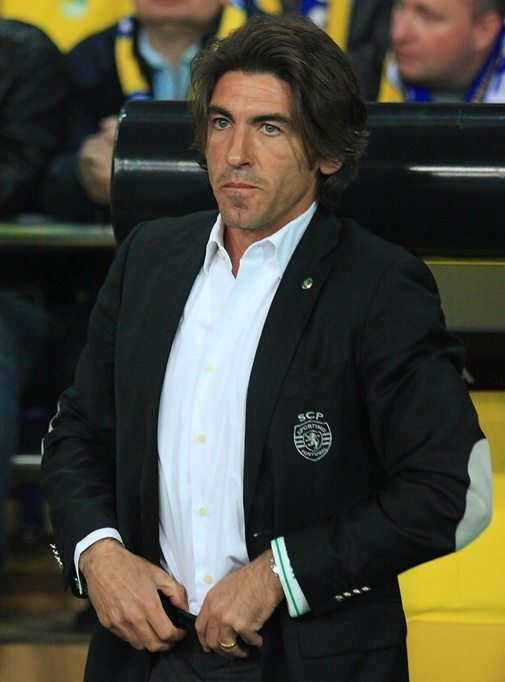
Ricardo Sá Pinto foi o segundo técnico português do cruzmaltino.

Segundo Mário Filho, com o sucesso do time vascaíno em 1923, os rivais passaram a caracterizar a vitória cruzmaltina como uma derrota brasileira. Aponta Filho que "tornou-se uma questão nacional derrotar o Vasco", e que "pouco importava que o time do Vasco, com os seus brancos, seus mulatos e seus pretos, fosse brasilerissímo". Continua o autor, afirmando que instaurou-se um "jacobinismo no futebol, lançando o brasileiro contra o português", o que fazia com que os jogadores do Vasco passassem a "perder a nacionalidade" e virarem portugueses. A partida entre Vasco e Flamengo, que lutavam pelo título naquele ano, foi "transformado em um autêntico Portugal e Brasil", segundo o jornalista. Nesse sentido, aponta o historiador Renato Soares Coutinho que "no imaginário compartilhado pelos torcedores, a rivalidade entre os dois clubes [Vasco e Flamengo] foi construída nos termos das tensões antilusitanas".
A ideia do Vasco como um "clube português" vinha dos próprios dirigentes do futebol brasileiro: a AMEA, responsável pelo futebol carioca, em ofício enviado ao Vasco em 1925 apontou a expectativa de que o clube formasse uma equipe "genuinamente portuguesa, para uma demonstração esportiva das verdadeiras qualidades dessa raça secular". Já Vargas Netto, dirigente da antiga CBD, costumava enaltecer o Vasco afirmando que "nós brasileiros somos também portugueses”, dando ênfase na natureza lusitana do clube em detrimento de sua brasilidade.
O cruzmaltino já lançou também algumas camisas em homenagem a Portugal, como em 2010, 2012, 2014 e 2022. Em 2020, anunciou o português Ricardo Sá Pinto como novo técnico da equipe. Ainda em 2017, o treinador Jorge Jesus afirmou que "há uma equipe na qual todos os portugueses têm um sentimento que é o Vasco da Gama".

## Futebol feminino

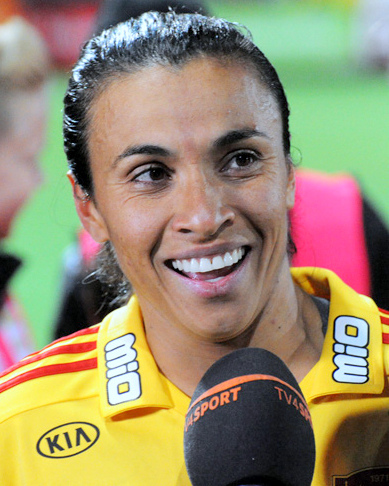
Marta iniciou sua carreira no Vasco da Gama, aos 14 anos.

O departamento de futebol feminino cruzmaltino teve início em 23 de agosto de 1923, quando um grupo de sócias e torcedoras fundou o Sport Club Feminino Vasco da Gama. Inspiradas pelo sucesso dos Camisas Negras, a pioneira equipe feminina disputou jogos e utilizou das dependências de São Januário até o ano de 1941, quando o houve a proibição da prática do futebol feminino no Brasil pelo governo de Getúlio Vargas.
Na década de 1990, a modalidade atingiu seu auge, com a conquista do tetracampeonato brasileiro (em 1993, 1994, 1995 e 1998), e tendo revelado importantes jogadoras para a Seleção Brasileira, tais como: Pretinha e Marta – amplamente considerada a melhor de todos os tempos. Nos Jogos Olímpicos de Sydney 2000, a equipe vascaína chegou a contar com oito atletas convocadas, que terminaram na quarta colocação do torneio.
O ano de 2009 foi marcado pela reativação da seção feminina de futebol e pelo início da parceria com a Marinha do Brasil, que rendeu uma série de títulos ao clube, incluindo três conquistas do Campeonato Mundial Militar (em 2009, 2010 e 2011), um título do Circuito Nacional de Futebol Social e o tricampeonato Carioca nos anos de 2010, 2012 e 2013. Além disso, ainda em 2012, o Vasco da Gama se tornou a primeira equipe brasileira a conquistar um campeonato mundial nas categorias de base, derrotando o Atlético de Madrid na Ibercup Sub-17.
Depois de um hiato, apenas no ano de 2016 o time profissional adulto retornou ao cenário competitivo nacional, com a disputa do Campeonato Brasileiro. Após anos de instabilidades, incluindo ausências em campeonatos estaduais, em 2024 o clube acertou patrocínio com a Guaraná Antarctica, o maior da história do departamento feminino. Logo em seguida, as cruzmaltinas conquistaram de forma invicta o Campeonato Brasileiro A3, sobre a equipe do Paysandu.

## Outras modalidades

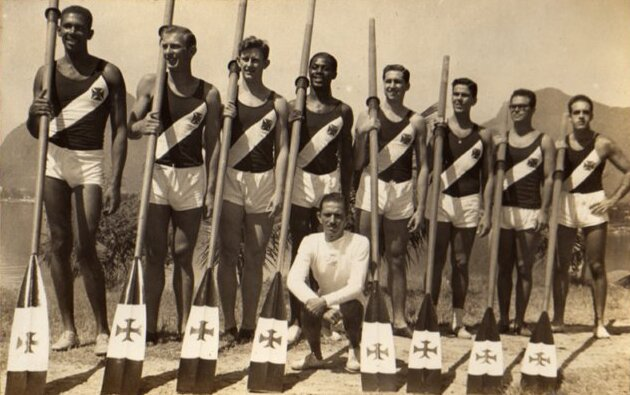
Equipe de remadores do Vasco da Gama, hexadecacampeões consecutivo.

O esporte originário do Vasco é o remo. Entre 1944 e 1959, o clube conquistou um inédito hexadecacampeonato estadual, estabelecendo o recorde histórico das regatas cariocas. A partir de 1925, houve uma expansão no departamento de desportos aquáticos, com a prática de maratonas, motonáutica, saltos ornamentais, polo aquático e natação, que atingiu seu auge na década de 90 com campeões mundiais como Gustavo Borges, Inge de Bruijn e Yana Klochkova.
A seção de basquete do clube foi fundada em 1920. Dentre suas conquistas estão duas Ligas Sul-Americanas masculinas e uma feminina, dois Campeonatos Sul-Americanos, dois Brasileiros masculinos e um feminino, e uma Copa dos Campeões. Além disso, no McDonald's Championship de 1999, o cruzmaltino se sagrou a melhor equipe FIBA do mundo e o primeiro sul-americano a enfrentar uma equipe da NBA. Ainda nas quadras, o voleibol vascaíno foi vice da Superliga Feminina e campeão brasileiro de masters. No vôlei de praia, contou com duplas medalhistas olímpicas, como Adriana e Shelda, Ricardo e Zé Marco, acumulando nove títulos mundiais. Possui representatividade também no vôlei sentado, sendo uma das potências da modalidade. Já no handebol, montou equipes das mais fortes do país, campeãs da Copa do Brasil masculina e feminina, hexa estadual consecutivo, e com conquistas inclusive no handebol de praia.
No futebol de areia, o Vasco da Gama se estabeleceu como uma das maiores equipes do mundo. Não somente é o primeiro campeão mundial de beach soccer, mas também o maior vencedor da Copa Libertadores, do Campeonato Brasileiro e o primeiro campeão nacional feminino, tendo revelado os eleitos melhor do mundo Jorginho, Bruno Xavier, Mauricinho e Josep Jr. Praticado desde 1954, o futsal vascaíno é o principal do estado do Rio de Janeiro, sendo o primeiro carioca campeão continental no salão, o único a conquistar a Liga Nacional, bicampeão brasileiro feminino e o maior vencedor estadual masculino e feminino. Possui destaque ainda em outras variantes do futebol: no futebol de botão e futevôlei, com títulos mundiais; no paralímpico é hepta brasileiro; no futebol americano e flag football é campeão nacional masculino e feminino; e multicampeão brasileiro no futebol society, showbol e teqball.

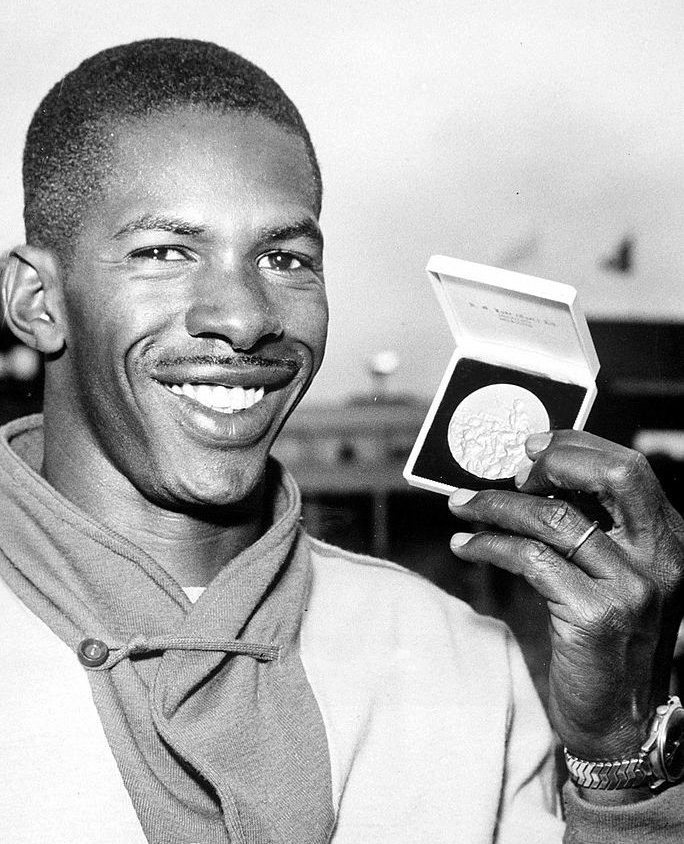
Adhemar Ferreira da Silva é o único brasileiro a figurar no Hall da Fama do Atletismo.

O Vasco da Gama se notabiliza ainda dentre as principais academias de artes marciais do país. Originalmente com o pugilismo implementado em 1946, conquistou um hendeca estadual de boxe consecutivo até 1956. O clube é também um dos grandes fomentadores do jiu-jitsu no Brasil, tendo sido a sede da academia Hélio Gracie nos anos 80 e obtendo quatro lutadores campeões mundiais em 2000. No karatê, foi eleito pelo Comitê Brasileiro como a maior agremiação da modalidade. Da mesma forma, o judô vascaíno obtém grande projeção, sendo um expoente na revelação de atletas. Na esgrima, possui um legado desde os anos 50, incluindo oito conquistas em campeonatos brasileiros. Já no MMA, o cruzmaltino foi casa de diversos detentores de cinturões mundiais, dentre os quais Vitor Belfort, Murilo Bustamante e os gêmeos Minotauro e Minotouro. Mantém igualmente tradição em outros esportes de combate como kickboxing, kung fu e taekwondo.
Enquanto um dos principais centros de atletismo do país e fundador da Federação Estadual em 1938, o Vasco da Gama se destaca pelos títulos, como os dez Troféus Brasil, e por atletas como os medalhistas olímpicos Adhemar Ferreira da Silva, Maurren Maggi e Robson Caetano. Na década de 1910, ganhou oito estaduais consecutivos no tiro esportivo, e, a partir de 1973, foi hexacampeão brasileiro no tiro com arco. Alcançou projeção nacional também no ciclismo e mountain biking, vencendo dezenas de torneios entre os anos 40 e 70. Na ginástica, obteve grande êxito na prática das modalidades artística, rítmica, aeróbica, acrobática e de trampolim, e contando com ginastas como Marilia Gomes, Sérgio Sasaki e Petrix Barbosa. Consolidou-se ainda dentre as maiores escolas de tênis e tênis de mesa, acumulando taças nacionais e internacionais, com Joana Cortez, Hugo Hoyama e Thiago Monteiro. No boliche, foi reconhecido o Clube da Década pela CBBol entre 1993 e 2003, colecionando recordes. Mais recentemente, ingressou no universo dos eSports, onde já possui conquistas significativas, como o Campeonato Brasileiro de CrossFire.

## Representação olímpica
O Vasco da Gama possui uma história centenária nos Jogos Olímpicos. Apenas nas edições de 1924, 1992 e 2024 não enviou representantes, tendo sua maior delegação na Sydney 2000, quando conquistou mais que o próprio Brasil. Numericamente, o cruzmaltino é a agremiação brasileira mais vitoriosa em Olimpíadas, somando 9 ouros e 40 medalhas no quadro geral, com ao menos 175 atletas convocados. O primeiro vascaíno foi Ângelo Gammaro, competindo em 1920.
Nas Olimpíadas de Los Angeles 1932, a delegação brasileira só pôde participar graças ao Vasco da Gama. Devido à Grande Depressão, que também havia assolado economicamente o país, o clube promoveu a "Campanha Olympica": além de realizar amistosos para arrecadar fundos e custear as viagens, disponibilizou o Complexo de São Januário para os treinos, hospedagem e concentração das embaixadas brasileira e argentina nos preparativos para os Jogos.
Na mesma edição, uma das maiores histórias olímpicas foi protagonizada por Adalberto Cardoso, corredor vascaíno. Durante a maratona dos 10 000 metros, ele se tornou o primeiro atleta a competir descalço, tendo sido saudado pela torcida e condecorado com uma medalha especial pelo COI em homenagem a sua superação e espírito olímpico.
Desde o ano 2000 patrocinando e com departamento próprio fundado em 2004, o Vasco da Gama é um dos grandes incentivadores do paradesporto no Brasil. Além de ser reconhecido como clube formador pelo Comitê Paralímpico Brasileiro, o cruzmaltino contabiliza ainda 34 medalhas em Jogos Paraolímpicos no total.
O departamento paralímpico vascaíno vem se expandindo nos últimos anos. Neste sentido, atualmente está presente em dez modalidades, tendo cedido representantes nacionais no futebol de sete, natação, vôlei sentado e judô paralímpico. Em destaque, nas Paralimpíadas de Sydney patrocinou toda a equipe de natação brasileira. Na Rio 2016, o cruzmaltino foi base do elenco de futebol. Já nos Jogos de Paris, foram enviados três atletas do clube às competições.

## Homenagens
Ao longo dos anos, o cruzmaltino recebeu diversos títulos honoríficos em reconhecimento aos seus serviços prestados à sociedade. A mais alta distinção recebida pela instituição foi concedida em 1908 e ratificada no ano de 2017, quando passou a ser autorizado a utilizar o nome “Real Club de Regatas Vasco da Gama”. Renovado através do Decreto de Alvará Régio pelo Chefe da Casa Real Portuguesa, Dom Duarte Pio de Bragança, o título de “Real Sociedade” seria concedido ao Vasco da Gama por ocasião da visita do Rei de Portugal Dom Carlos I ao Brasil, que acabou impedido pelo regicídio de 1º de fevereiro de 1908.
Em 1954, pelas fortes ligações com Portugal, o Vasco foi agraciado com a comenda da Ordem Militar de Cristo, por "serviço relevante prestado ao país". A condecoração foi entregue por Paulo Cunha, na época Ministro dos Negócios Estrangeiros de Portugal, representando o presidente Francisco Craveiro Lopes. Em 18 de agosto de 1997, o clube foi feito Membro-Honorário da Ordem do Mérito de Portugal. No ano de 2010, foi condecorado pela Ordem do Mérito do Empreendedor Juscelino Kubitschek. Já em 2023, foi nomeado Membro-Honorário da Ordem do Infante D. Henrique. Ademais, foi feito Sócio Honorário do Sporting Clube de Portugal em 1953.
Além destas honrarias, o Vasco da Gama recebeu ainda condecorações como a Medalha de Honra da Companhia Colonial de Navegação em 1956; a Medalha Naval de Vasco da Gama, pelo Ministério da Marinha Portuguesa em 1970; a Medalha do Mérito Desportivo Militar, pelas Forças Armadas do Brasil em 2016; a Medalha de Honra da APAM em 2016; a Medalha Tiradentes, pela ALERJ em 2018; a Medalha São Francisco de Assis, pela Câmara Municipal do Rio de Janeiro em 2022; e o Selo da Diversidade Abdias do Nascimento, pela Prefeitura do Rio de Janeiro em 2023.
Dentre outras homenagens prestadas ao clube: no dia 21 de junho de 2007, o governador do Rio de Janeiro, Sérgio Cabral Filho, sancionou a lei nº 5.052, criando o Dia do Vasco, que homenageia a fundação do clube; já em 2 de julho de 2007, a Alerj aprovou o projeto 1784-A/2023, que instituiu o Dia do Torcedor Vascaíno, a ser comemorado no dia 13 de abril, data do nascimento de Roberto Dinamite. Em 12 de dezembro de 2024, o decreto nº 55.513 tombou, em definitivo, o Estádio Vasco da Gama, o Parque Aquático e a Capela das Vitórias. O estádio já era reconhecido como Patrimônio Histórico do município, e sua fachada neocolonial também é tombada pelo IPHAN. O cruzmaltino ainda inspirou a criação de diversas instituições homônimas no Brasil e no exterior, como na cidade de Recarei em Portugal. No ano de 2022, o Vasco da Gama instituiu a Honraria Pai Santana, para homenagear figuras ligadas à causa antirracista.